# Харлан Ольга Геннадіївна
О́льга Генна́діївна Харла́н (нар. 4 вересня 1990, Миколаїв, Українська РСР, СРСР) — українська фехтувальниця на шаблях, олімпійська чемпіонка 2008 і 2024 років та срібна призерка Олімпійських ігор 2016 року в командній першості, триразова бронзова призерка Олімпійських ігор (2012, 2016 та 2024) в індивідуальній першості, шестиразова чемпіонка світу (2013, 2014, 2017, 2019 в індивідуальній першості, 2009 та 2013 в командній першості), восьмиразова чемпіонка Європи (2009, 2011, 2012, 2013, 2014, 2019 в індивідуальній першості, 2009 та 2010 в командній першості), заслужений майстер спорту з фехтування. Кавалер ордена Свободи, орденів Ярослава Мудрого IV і V ст., повний кавалер орденів «За заслуги» і княгині Ольги.[→] Співробітниця Національної академії СБУ. Членкиня президії Національної федерації фехтування України. Ім'я Ольги Харлан було вписане в Міжнародну Залу слави FIE.
За свою спортивну кар'єру Ольга Харлан виборола шість олімпійських медалей (найбільше серед спортсменів, які представляли Україну), 15 медалей чемпіонатів світу та 20 медалей чемпіонатів Європи, що є рекордом для українських фехтувальників. Також Харлан є чемпіонкою Європейських ігор (2015 рік) та Універсіади (2011 та 2013 роки), п'ять разів перемагала в загальному заліку Кубка світу (у 2013, 2014, 2018, 2019, 2020 роках).
НОК України чотири рази визнавав її найкращою спортсменкою року (2008, 2009, 2016, 2017). Також Харлан 13 разів була визнана найкращою спортсменкою місяця, що є рекордом для українських спортсменів.
З 2010 року по 2015 рік була депутаткою Миколаївської міської ради від Партії регіонів. Кандидатка у народні депутати на виборах 2012 року (№ 194 у списку Партії регіонів). 2014 року балотувалася на місцевих виборах у Києві (№ 2 у списку Партії зелених).
Представниця клубів «Спартак» та «Динамо» (Миколаїв), а також службовиця СБУ. Входить до десятки найкращих спортсменів ФСТ «Динамо» України з олімпійських видів спорту 2012 року. Тренери — Андреа Теренціо, Євгеній Стаценко, Юрій Марченко. Перший тренер — Анатолій Шлікар.

## Спортивна кар'єра

### Юнацькі роки
Ольга Харлан народилася 4 вересня 1990 року в Миколаєві в родині Геннадія Анатолійовича та Ірини Гаріївни Харланів. Батько займався вітрильним спортом. Ольга має старшу сестру Тетяну.
Фехтуванням займається з 9 років. Спочатку три роки займалася танцями, однак батьки не могли сплачувати заняття в секції, тому вирішили віддати доньку на фехтування, адже ця секція була безкоштовною. Першим тренером Ольги був її хрещений батько Анатолій Шлікар.
Займалась в дитячій школі фехтування, закінчила Миколаївське вище училище фізичної культури.
2003 року на чемпіонаті України, що проходив у Миколаєві, Харлан перемогла тодішню лідерку української збірної Дарію Недашковську 15:14 і потрапила до збірної України. Тренер збірної України з фехтування Валерій Штурбабін, даючи характеристику своїм підопічним, назвав Харлан «вовченям». Коли Харлан тільки почала виступи на міжнародній арені, російська шаблістка Софія Велика пожартувала: «Що це за звірятко у збірній України з'явилося, гарчить на доріжці і все вириває зубами?».
Досягнення:
- Неодноразова переможниця чемпіонатів і кубків України.
- Чемпіонат світу серед юніорів 2005 — 3 місце.
- Чемпіонат Європи серед юніорів 2006 — 3 місце.
- Чемпіонка світу серед юніорів в особистій та командній першостях 2007, 2008, 2009, 2010 років.

### 2005— 2007: перші перемоги у дорослому фехтуванні
У 14 років Ольга Харлан вперше виступила на дорослому чемпіонаті Європи. Для кадетки вихід у чвертьфінал турніру в Залаегерсегу був неймовірним успіхом. Бронзова медаль у командних змаганнях, яку виграли Дарія Недашковська, Ольга Харлан, Олена Хомрова та Галина Пундик на цьому турнірі, була історичним досягненням як для самої Харлан, так і для всього українського фехтування. Також у 2005 році Харлан дебютувала на чемпіонатах світу, завершивши змагання у Лейпцигу на 67-му місці.
24 лютого виграла першу особисту медаль у дорослій кар'єрі. На змаганнях серії Гран-прі в Будапешті посіла третє місце.
У липні 2006 року Ольга Харлан, якій не виповнилося ще 16 років, сенсаційно виграла особисту медаль на чемпіонаті Європи в Ізмірі. У півфіналі вона мінімально перемогла Богну Йозвяк — 15:14. У фінальній сутичці українка була близькою до перемоги: у поєдинку з Софією Великою вирішальний укол при рахунку 14:14 завдала росіянка, залишивши Харлан зі сріблом. На чемпіонаті світу в Турині Харлан поступилася в поєдинку за вихід у чвертьфінал, посівши 14-е місце.
Сезон 2007 року пройшов для фехтувальниці без особистих медалей. На етапах Гран-прі Харлан виграла з командою золоту медаль у Будапешті та срібну медаль у в'єтнамському Ханої.
Чемпіонат Європи в Генті Харлан завершила, посівши 17-е місце в особистих змаганнях. Командний турнір для українок складався напружено. Після перемоги у чвертьфіналі над угорками (45:40), вони зустрілися у півфіналі з росіянками. Вирішальний укол при рахунку 44:44 зуміла завдати українська фехтувальниця[хто саме?], вивівши свою команду у фінал. У поєдинку за золоту медаль проти команди Франції ситуація повторилася — рівний рахунок 44:44. Цього разу переможний укол завдали суперниці української команди, залишивши Україну зі сріблом.
На чемпіонаті світу в Санкт-Петербурзі Ольга Харлан посіла 20-е місце в особистих змаганнях, але виграла срібну медаль разом з командою. Українська збірна виступила у складі: Харлан, Хомрова, Козлова, Пундик. Після перемоги над збірною Китаю (45:39) та Італії (45:38), українки поступилися у фіналі команді Франції (32:45). Ця срібна медаль стала першою нагородою чемпіонатів світу для Харлан. Досягнення українських шаблісток відзначив і НОК України, визнавши українських шаблісток найкращою командою року.
Особисті медалі
| Дата           | Місце проведення   | Турнір           | Результат |
| -------------- | ------------------ | ---------------- | --------- |
| 24 лютого 2006 | Будапешт, Угорщина | Гран-прі         | Бронза    |
| липень 2006    | Ізмір, Туреччина   | Чемпіонат Європи | Срібло    |

Командні медалі
| Дата            | Місце проведення       | Турнір           | Результат |
| --------------- | ---------------------- | ---------------- | --------- |
| 3 липня 2005    | Залаегерсег, Угорщина  | Чемпіонат Європи | Бронза    |
| 23 лютого 2007  | Будапешт, Угорщина     | Гран-прі         | Золото    |
| 25 травня 2007  | Ханой, В'єтнам         | Гран-прі         | Срібло    |
| 2 липня 2007    | Гент, Бельгія          | Чемпіонат Європи | Срібло    |
| 28 вересня 2008 | Санкт-Петербург, Росія | Чемпіонат світу  | Срібло    |

### 2008: олімпійське золото
Олімпійський сезон Харлан розпочала 2 лютого, вигравши бронзову медаль на етапі Кубка світу в Лондоні. Також особисту бронзову медаль виграла на етапі Кубка світу в Москві та на етапі Гран-прі, яке відбулося в Алжирі. На чотирьох командних етапах українська збірна жодного разу не зуміла потрапити у трійку призерів.
У липні відбулися дуже відповідальні для Харлан змагання — домашній чемпіонат Європи, який прийняв Київ. 7 липня вона змагалася в індивідуальній шаблі, але виграти медаль не зуміла, поступившись у поєдинку за вихід у чвертьфінал та посівши підсумкове шістнадцяте місце. 10 липня виступила у складі команди — українки впевнено перемогли збірні Великої Британії (45:29) та Угорщини (45:34), вийшовши у фінал. Там вони виступали проти збірної Польщі. Перед останнім двобоєм українки лідирували з рахунком 40:38. По ходу зустрічі Ольги Харлан проти Александри Сохи рахунок був 43:41 на користь України, та полячка зуміла завдати три влучні уколи поспіль, зробивши рахунок 43:44 на користь своєї збірної. Наступний укол був за українкою — 44:44, але чемпіонський укол зуміла завдати саме Соха на користь польської команди.
На Олімпійських іграх у Пекіні Харлан брала участь в індивідуальних і командних змаганнях. Особисті змагання розпочала з перемоги над італійкою Джоєю Мардзоккою — 15:8, але вже в наступному раунді українка натрапила на сильну суперницю — Саду Джейкобсон зі США. Виграючи по ходу бою 9:6, українка не змогла втримати перевагу і програла з рахунком 15:13. У наступному раунді американка здолала іншу українську фехтувальницю, Олену Хомрову. Харлан у підсумку посіла 13-е місце та, окрім цього, взяла участь у командних змаганнях шаблісток. Українська команда була наймолодшою на турнірі, який починався з 1/4 фіналу і вже на початку суперницями української збірної стала сильна збірна Росії. Але українки впевнено перемогли 45:34. У півфіналі українська команда натрапила на збірну США. Американки вважалися чи не найголовнішими фаворитками турніру, адже учасниці цієї команди — Маріель Загуніс, Сада Джейкобсон і Ребекка Ворд — в особистій першості виграли весь комплект нагород. Однак українська команда перемогла титулованих суперниць із рахунком 45:39. У фіналі українська команда у складі Ольги Харлан, Олени Хомрової й Ольги Жовнір (замінила Галину Пундик, яка виступала у чвертьфіналах і півфіналі) перемогла китайську команду з рахунком 45:44, таким чином Ольга Харлан стала олімпійською чемпіонкою. Українська команда стала також першою командою шаблісток, яка виграла Олімпійські ігри, адже ця дисципліна дебютувала саме в Пекіні.
| Україна       | Україна      | Рахунок: | Рахунок: | Китай        | Китай       |
| Спортсменка   | Влучні уколи | Рахунок: | Рахунок: | Влучні уколи | Спортсменка |
| ------------- | ------------ | -------- | -------- | ------------ | ----------- |
| Олена Хомрова | 1            | 1        | 5        | 5            | Тань Сюе    |
| Ольга Харлан  | 1            | 2        | 10       | 5            | Ні Хон      |
| Ольга Жовнір  | 5            | 7        | 15       | 5            | Бао Інін    |
| Олена Хомрова | 7            | 14       | 20       | 5            | Ні Хон      |
| Ольга Жовнір  | 1            | 15       | 25       | 5            | Тань Сюе    |
| Ольга Харлан  | 12           | 27       | 30       | 5            | Бао Інін    |
| Ольга Жовнір  | 0            | 27       | 35       | 5            | Ні Хон      |
| Олена Хомрова | 9            | 36       | 40       | 5            | Бао Інін    |
| Ольга Харлан  | 9            | 45       | 44       | 4            | Тань Сюе    |

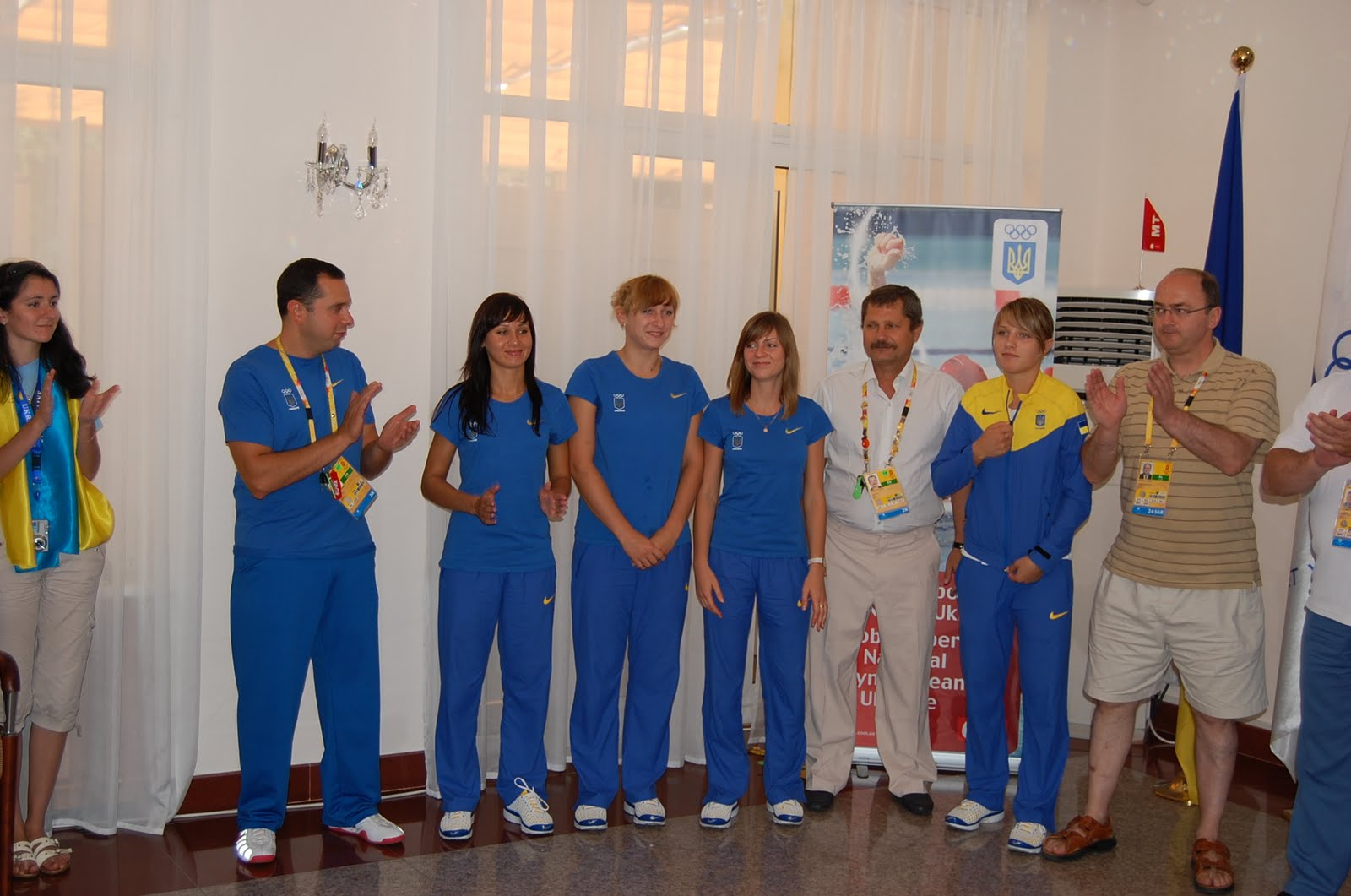
Українські фехтувальниці після перемоги на Олімпійських іграх 2008

Під час фінальної зустрічі з китайською збірною Харлан здобула 22 очки з 45 командних і завдала переможний укол. Після цих досягнень НОК України вперше вибрав Харлан найкращою спортсменкою місяця, а за підсумками року жіноча шабельна команда була визнана найкращою командою року на премії Герої спортивного року.
| Дата            | Місце проведення        | Турнір      | Результат |
| --------------- | ----------------------- | ----------- | --------- |
| 2 лютого 2008   | Лондон, Велика Британія | Кубок світу | Бронза    |
| 16 лютого 2008  | Москва, Росія           | Кубок світу | Бронза    |
| 20 березня 2008 | Алжир, Алжир            | Гран-прі    | Бронза    |

| Дата              | Місце проведення  | Турнір            | Результат |
| ----------------- | ----------------- | ----------------- | --------- |
| 4 липня 2008      | Київ, Україна     | Чемпіонат Європи  | Срібло    |
| 14 серпня 2008    | Пекін, Китай      | Олімпійські ігри  | Золото    |
| Залік Кубка світу | Залік Кубка світу | кількість балів:  | 306       |
| Залік Кубка світу | Залік Кубка світу | підсумкове місце: | 3         |

### 2009: вперше чемпіонка світу та Європи
6 лютого у французькому Орлеані відбувся перший Гран-прі сезону. Харлан дійшла до фіналу, де поступилася олімпійській чемпіонці Маріель Загуніс, але виграла бронзову медаль цих змагань у команді. 17 лютого Харлан уперше у своїй кар'єрі перемогла в турнірі серії Гран-прі в особистій першості. У фіналі «Московської шаблі» була переможена Софія Велика (15:13). Разом з командою Харлан змагалася у фіналі проти господарок змагань, але українки зазнали невдачі.
У березні стала третьою на наступному етапі Гран-прі, що пройшов в італійському місті Фоджа. Також на цих змаганнях українська команда у фіналі взяла реванш у росіянок, вигравши перше золото сезону. У травні в китайському місті Тяньцзінь відбувся останній Гран-прі сезону, де Харлан поступилася у поєдинку за вихід у чвертьфінал кореянці Кім Кеум Хва (13:15). Українська команда також виступила не дуже вдало, посівши шосте місце. 20 червня виступила на Кубку світу в Далласі, де у чвертьфіналі програла французькій шаблістці Леонор Перрюс (11:15).
У квітні Харлан утретє виграла юніорський чемпіонат світу, що проходив у Белфасті, в особистій та командній першості.
16 липня на чемпіонаті Європи у Пловдиві вперше в кар'єрі стала чемпіонкою Європи в особистих змаганнях. На шляху до цієї перемоги вона здолала у чвертьфіналі Катерину Кедзьору (15:9), у півфіналі Галину Пундик (15:7), а у фіналі Катерину Дяченко (15:10). 19 липня до особистого золота додала й командне золото, яке також було дебютним для фехтувальниці. Чинні олімпійські чемпіонки впевнено здолали команди Румунії (45:22), Угорщини (45:36) та Росії (45:31). За ці перемоги НОК України вибрав Ольгу Харлан найкращою спортсменкою липня.
30 вересня відбувся головний старт сезону — особисті змагання на Чемпіонаті світу в Анталії. Українка здолала Єлену Мунтеану (15:6), Ніколь Крісталл (15:13), Реку Бенко (15:7), Богну Йозвяк (15:7), Оршою Наді (15:9) та потрапила у фінал. Там вона зустрілася з чинною дворазовою олімпійською чемпіонкою, американкою Маріель Загуніс, яка не залишила шансів українці (6:15). Срібна нагорода, яку виграла Харлан, стала першою особистою нагородою українських шаблісток на чемпіонатах світу. 6 жовтня українським шаблісткам вдалося підтвердити статус найкращих у світі, вигравши перші в кар'єрі золоті медалі чемпіонату світу. Українки впевнено перемогли збірні Великої Британії (45:23), Італії (45:32), Китаю (45:34) та Франції (45:38). Пізніше НОК України назвав Харлан найкращою спортсменкою жовтня в Україні.
За підсумки 2009 року на церемонії Герої спортивного року, яку організовував НОК України, Ольга Харлан була визнана найкращою українською спортсменкою, а жіноча шабельна збірна втретє поспіль стала найкращою командою року.
| Дата              | Місце проведення   | Турнір            | Результат |
| ----------------- | ------------------ | ----------------- | --------- |
| 6 лютого 2009     | Орлеан, Франція    | Гран-прі          | Срібло    |
| 17 лютого 2009    | Москва, Росія      | Гран-прі          | Золото    |
| 13 березня 2009   | Фоджа, Італія      | Гран-прі          | Бронза    |
| 13 липня 2009     | Пловдив, Болгарія  | Чемпіонат Європи  | Золото    |
| 30 вересня 2009   | Анталія, Туреччина | Чемпіонат світу   | Срібло    |
| Залік Кубка світу | Залік Кубка світу  | кількість балів:  | 328       |
| Залік Кубка світу | Залік Кубка світу  | підсумкове місце: | 2         |

| Дата              | Місце проведення   | Турнір            | Результат |
| ----------------- | ------------------ | ----------------- | --------- |
| 6 лютого 2009     | Орлеан, Франція    | Гран-прі          | Бронза    |
| 17 лютого 2010    | Москва, Росія      | Гран-прі          | Срібло    |
| 13 березня 2009   | Фоджа, Італія      | Гран-прі          | Золото    |
| 13 липня 2009     | Пловдив, Болгарія  | Чемпіонат Європи  | Золото    |
| 6 жовтня 2009     | Анталія, Туреччина | Чемпіонат світу   | Золото    |
| Залік Кубка світу | Залік Кубка світу  | кількість балів:  | 338       |
| Залік Кубка світу | Залік Кубка світу  | підсумкове місце: | 1         |

### 2010: призерка світових змагань
5 лютого на Гран-прі Орлеану Харлан здобула свою першу перемогу в сезоні. У півфінал вона здолала Сесілію Бердер (15:10), а у фінал чинну чемпіонку світу Маріель Загуніс (15:13). У командних змаганнях українки поступилися у півфіналі збірній США (39:45), а у бронзовому фіналі команді Росії (37:45), посівши четверте місце. 14 лютого Ольга виступила на Гран-прі Москви — після перемоги над Ірене Ді Трансо (15:11) та Ібтіхадж Мухаммад (15:7), поступилася Бао Інін (9:15) у поєдинку за вихід у чвертьфінал. У командних змаганнях українкам вдалося піднятися на п'єдестал, здолавши Китай у бронзовому фіналі (45:34). 12 березня Харлан стала найкращою на турнірі Гран-прі в італійському місті Ламеція-Терме. У командних змаганнях українки неочікувано поступилися команді Польщі у чвертьфіналі (35:45) та в підсумку посіли п'яте місце. 19 березня в Тунісі Харлан здобула другу поспіль перемогу на етапах Гран-прі: у півфіналі здолала Софію Велику (15:13), а у фіналі Маріель Загуніс (15:6). Їй також вдалося виграти срібну медаль у командних змаганнях, де українки поступилися у фіналі команді Росії (35:45). 28 травня китайський Тяньцзінь приймав останній етап серії Гран-прі. Харлан упевнено проходила усіх суперниць, але у фіналі вперше в сезоні поступилася Маріель Загуніс (13:15). Українські шаблістки також вийшли у фінал, але там втретє за сезон поступилися росіянкам (40:45). 18 червня, у Нью-Йорку, відбувся останній Кубок світу в сезоні, де чвертьфіналі Ольга Харлан мінімально поступилася угорці Реці Бенко (14:15), посівши п'яте місце.
На чемпіонаті світу серед юніорів Харлан встановила історичне досягнення. Після перемоги в особистих та командних змаганнях стала першою спортсменкою, якій вдалося виграти золоті медалі в обох дисциплінах на чотирьох чемпіонатах світу поспіль.
16 липня в Лейпцигу захищала звання чемпіонки Європи в особистій першості. Після стартових перемог над Галиною Пундик (15:5) та Ірене Веккі (15:5), неочікувано поступилася у чвертьфіналі німецькій фехтувальниці Сейбілл Клемм (11:15). У командній першості збірна України виграла золоті медалі — на шляху до перемоги українки впевнено здолали у чвертьфіналі збірну Німеччини (45:25), у півфіналі збірну Угорщини (45:30), а у фіналі команду Росії (45:38).
6 листопада Харлан виступила в особистих змаганнях на чемпіонаті світу. Змагання в Парижі українка розпочала з сухої перемоги над японкою Чізуру Огінезаву. У наступному раунді китаянка Ні Хон зуміла завдати лише чотири влучні уколи у протистоянні з Ольгою. З італійкою Джойою Марзокку вийшла конкурентніша зустріч, але в підсумку Харлан перемогла з рахунком 15:10. У чвертьфіналі вона також впевнено здолала Ірене Веккі (15:6), а у півфіналі зуміла пройти принципову суперницю Софію Велику (15:9). У фіналі суперницею Ольги, як і у 2009 році, була американка Маріель Загуніс. Взяти реванш за торішню поразку не зуміла (11:15) — стала срібною призеркою змагань. Командні змагання українки також проходили досить впевнено. У них не виникло проблем із командами Італії (45:38) та Франції (45:34), але фінальна зустріч проти збірної Росії для них не склалася. Поступившись із рахунком 33:45, вони не зуміли захистити чемпіонське звання.
| Дата              | Місце проведення      | Турнір            | Результат |
| ----------------- | --------------------- | ----------------- | --------- |
| 5 лютого 2010     | Орлеан, Франція       | Гран-прі          | Золото    |
| 12 березня 2010   | Ламеція-Терме, Італія | Гран-прі          | Золото    |
| 19 березня 2010   | Туніс, Туніс          | Гран-прі          | Золото    |
| 28 травня 2010    | Тяньцзінь, Китай      | Гран-прі          | Срібло    |
| 4 листопада 2010  | Париж, Франція        | Чемпіонат світу   | Срібло    |
| Залік Кубка світу | Залік Кубка світу     | кількість балів:  | 380       |
| Залік Кубка світу | Залік Кубка світу     | підсумкове місце: | 2         |

| Дата              | Місце проведення   | Турнір            | Результат |
| ----------------- | ------------------ | ----------------- | --------- |
| 14 лютого 2010    | Москва, Росія      | Гран-прі          | Бронза    |
| 19 березня 2010   | Туніс, Туніс       | Гран-прі          | Срібло    |
| 28 травня 2010    | Тяньцзінь, Китай   | Гран-прі          | Срібло    |
| 17 липня 2010     | Лейпциг, Німеччина | Чемпіонат Європи  | Золото    |
| 4 листопада 2010  | Париж, Франція     | Чемпіонат світу   | Срібло    |
| Залік Кубка світу | Залік Кубка світу  | кількість балів:  | 348       |
| Залік Кубка світу | Залік Кубка світу  | підсумкове місце: | 2         |

### 2011: перемога на чемпіонаті Європи та Універсіаді
Сезон для Харлан стартував 11 лютого на етапі Гран-прі в Орлеані. Після перемоги над Галиною Пундик (15:8), поступилася Сесілії Бердер (13:15) та в підсумку стала сімнадцятою. 26 лютого відбувся етап Кубка світу в Лондоні. У півфіналі Харлан вдалося з мінімальною перевагою перемогти Софію Велику (15:14), а у фіналі здолати Джою Марзокку (15:11) та здобути першу перемогу сезону. Командні змагання склалися не так вдало: українки поступилися у чвертьфіналі збірній Італії з рахунком 41:45 та в підсумку стали п'ятими. 11 березня на етапі Кубка світу в Стамбулі Харлан знову стала найкращою — у фіналі вона здолала співвітчизницю Олену Хомрову (15:8). Командою потрапити у трійку призерів українським фехтувальницям не вдалося. У бронзовому фіналі вони поступилися збірній США.
27 березня Харлан виграла бронзу Гран-прі Москви. 6 травня на Кубку світу в Болоньї поступилася у півфіналі Александрі Сохі (13:15) та посіла третє місце. Також на цих змаганнях дуже близькою до перемоги була українська команда, що поступилися у фіналі збірній Росії з різницею лише в один укол (44:45). 21 травня, на Гран-прі в Тяньцзінь, Харлан знову стала третьою в особистих змаганнях, поступившись одним уколом у півфіналі Юлії Гавриловій. 10 червня, на Кубку світу в Генті, Ольга поступилася Дагмарі Возняк (8:15) у поєдинку за вихід у чвертьфінал та стала увпідсумку дев'ятою. У командних змаганнях українки вдруге поспіль дійшли до фіналу, але знову поступилися збірній Росії (40:45). 24 червня у Нью-Йорку відбувся останній етап Кубка світу — в особистих змаганнях Харлан виграла бронзову медаль, а разом з командою стала четвертою. Українки поступилися в бронзовому фіналі збірній США.
14 липня виграла золоту медаль чемпіонату Європи, який проходив в англійському Шеффілді. У чвертьфіналі впевнено здолала угорку Реку Бенко (15:6), а у півфіналі росіянку Юлію Гаврилову (15:8). У фіналі в українки не виникло проблем з польською шаблісткою Александрою Сохою (15:10). У командних змаганнях збірна України також виступала впевнено. У чвертьфіналі вони здолали збірну Німеччини (45:33), у півфіналі — команду Франції (45:36), але у фіналі зазнали поразки від збірної Італії з рахунком 43:45 та посіли друге місце. За підсумками місяця НОК України визнав Ольгу найкращою спортсменкою місяця.
Студенткою Національного університету кораблебудування імені адмірала Макарова, Харлан взяла участь в Універсіаді, яка відбулася в китайському місті Шеньчжень у серпні. Українка зуміла здолати усіх суперниць в особистих змаганнях, а в командному турнірі виграла срібну нагороду, поступившись у фіналі збірній Китаю.
12 жовтня відбулися особисті змагання шаблісток на чемпіонаті світу в Катанії. Ольга була посіяна на цих змаганнях під другим номером. Розпочала свій турнірний шлях із впевненої перемоги над іспанською шаблісткою Лайою Вілою (15:4). Після цього їй вдалося здолати Кім Кеум Хва (15:11) та Дагмару Возняк (15:10). У поєдинку за вихід у півфінал Харлан також впевнено перемогла китайську фехтувальницю Жу Мін (15:7). Проте вівфінальна сутичка для українки склалася невдало — у поєдинку з принциповою суперницею Софією Великою поступилася з рахунком 7:15 та виграла бронзову медаль. 15 жовтня відбулися командні змагання шаблісток. На шляху до фіналу українки впевнено здолали збірні Іспанії (45:26), Польщі (45:36) та Азербайджану (45:25). Фінал проти світового лідера, збірної Росії, складався дуже напружено. Збірна України зазнала невдачі з мінімальним відставанням 43:45, посівши в підсумку друге місце.
| Дата              | Місце проведення         | Турнір            | Результат |
| ----------------- | ------------------------ | ----------------- | --------- |
| 26 лютого 2011    | Лондон, Велика Британія  | Кубок світу       | Золото    |
| 11 березня 2011   | Стамбул, Туреччина       | Кубок світу       | Золото    |
| 27 березня 2011   | Москва, Росія            | Гран-прі          | Бронза    |
| 6 травня 2011     | Болонья, Італія          | Кубок світу       | Бронза    |
| 21 травня 2011    | Тяньцзінь, Китай         | Гран-прі          | Бронза    |
| 25 червня 2011    | Нью-Йорк, США            | Кубок світу       | Бронза    |
| 14 липня 2011     | Шеффілд, Велика Британія | Чемпіонат Європи  | Золото    |
| 12 жовтня 2011    | Катанія, Італія          | Чемпіонат світу   | Бронза    |
| Залік Кубка світу | Залік Кубка світу        | кількість балів:  | 242       |
| Залік Кубка світу | Залік Кубка світу        | підсумкове місце: | 3         |

| Дата              | Місце проведення         | Турнір            | Результат |
| ----------------- | ------------------------ | ----------------- | --------- |
| 8 травня 2011     | Болонья, Італія          | Кубок світу       | Срібло    |
| 12 червня 2011    | Гент, Бельгія            | Кубок світу       | Срібло    |
| 17 липня 2011     | Шеффілд, Велика Британія | Чемпіонат Європи  | Срібло    |
| 15 жовтня 2011    | Катанія, Італія          | Чемпіонат світу   | Срібло    |
| Залік Кубка світу | Залік Кубка світу        | кількість балів:  | 332       |
| Залік Кубка світу | Залік Кубка світу        | підсумкове місце: | 2         |

### 2012: бронзова олімпійська медалістка
9 березня Харлан перемогла Кім Джі Йон у фіналі Кубка світу в Анталії.
13 квітня в Києві відбувся чемпіонат світу, на якому розігрувалося лише два комплекти нагород: у командній жіночій шаблі та командній чоловічій шпазі, тих видах зброї, які не будуть представлені на Олімпійських іграх у Лондоні. Збірна України у складі Ольги Харлан, Ольги Жовнір, Олени Хомрової та Галини Пундик, посіла друге місце. Українки здолали збірну Польщі у чвертьфіналі (45:40) та збірну США у півфіналі (45:41). Фінал проти збірної Росії складався дуже напружено, все вирішувалося при рахунку 44:44 — переможний укол зуміла нанести росіянка Софія Велика.

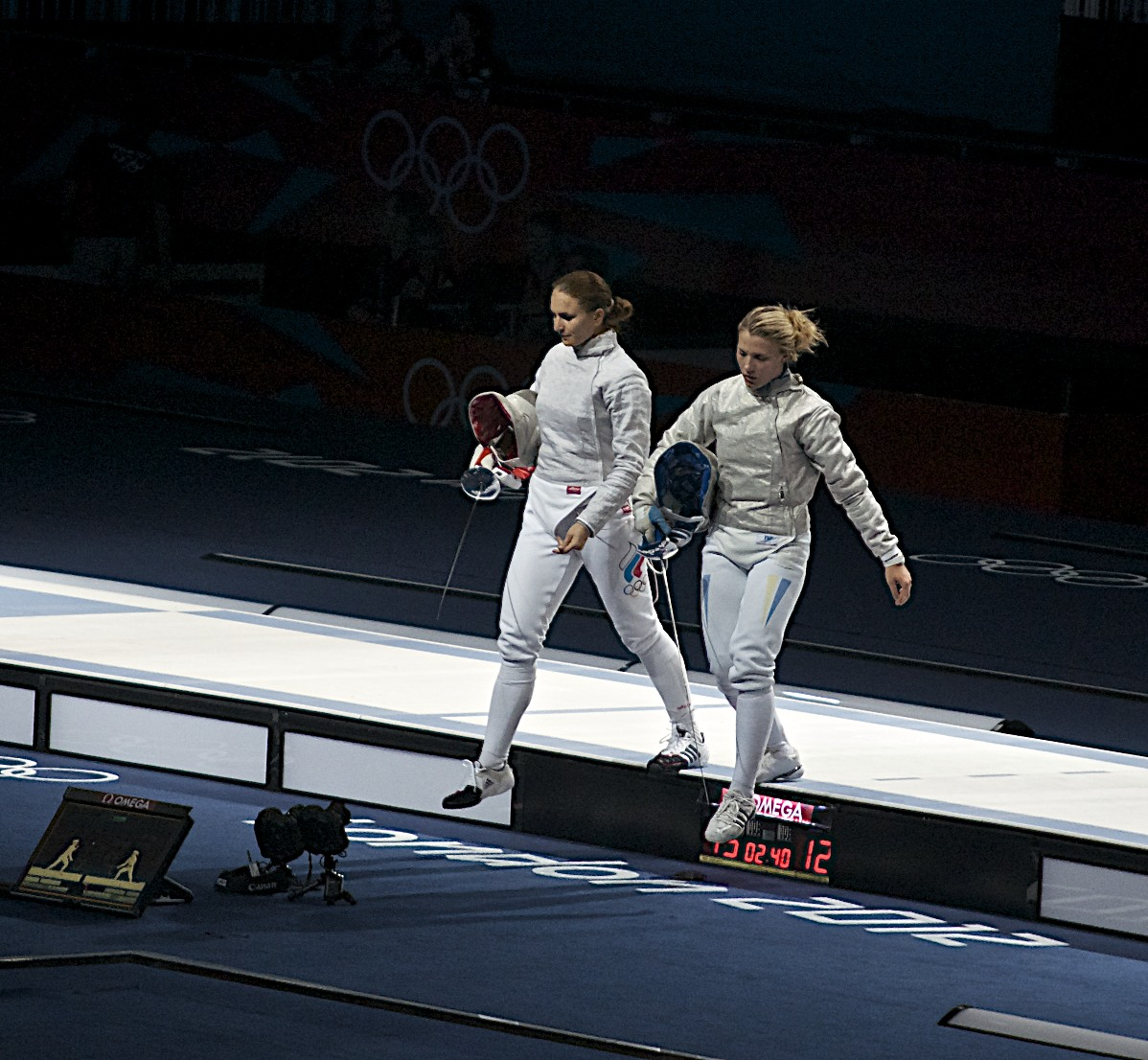
Софія Велика та Ольга Харлан

4 травня Харлан поступилася у фіналі Кубка світу в Болоньї російській шаблістці Софії Великій.
На початку червня відбувся чемпіонат Європи в Леньяно. Ольга Харлан зуміла підтвердити свій титул чемпіонки Європи в особистих змаганнях. У чвертьфіналі вона впевнено здолала іспанку Арачелі Наварро (15:9), а у півфіналі польку Александру Соху (15:9). Фінал проти грецької шаблістки Васілікі Вуюки склався важко. При рівному рахунку 14:14, Харлан зуміла нанести вирішальний укол та здобути перемогу, а також виграла срібну медаль цього чемпіонату разом із командою. Після перемог над збірними Угорщини (45:34) та Італії (45:42), українки знову зустрілися у фіналі зі збірною Росії. Як і на чемпіонаті світу українки зазнали невдачі, але цього разу перевага росіянок була відчутнішою — 37:45.
23 червня відбувся останній у сезоні етап Кубка світу. У фіналі турніру в Чикаго, Харлан здолала господарку змагань Маріель Загуніс.
Виступи на Олімпійських іграх в Лондоні розпочинала з 1/16 фіналу, де Ольга перемогла болгарку Маргариту Чомакову 15:8, а на наступному етапі здолала азербайджанську шаблістку Сабіну Мікіну. У чвертьфіналі Харлан перемогла італійку Ірене Веккі 15:9, а в півфіналі поступилася росіянці Софії Великій 12:15. Софія вийшла до фіналу, де поступилася кореянці Кім Джі Йон, а Харлан змушена була боротися за 3-є місце з дворазовою олімпійською чемпіонкою Маріель Загуніс зі США. Поступаючись по ходу 6:8, українка все ж перемогла американку з рахунком 15:10, завоювавши бронзову медаль.
| Дата              | Місце проведення        | Турнір            | Результат |
| ----------------- | ----------------------- | ----------------- | --------- |
| 24 лютого 2012    | Лондон, Велика Британія | Кубок світу       | Бронза    |
| 9 березня 2012    | Анталія, Туреччина      | Кубок світу       | Золото    |
| 16 березня 2012   | Москва, Росія           | Кубок світу       | Бронза    |
| 4 травня 2012     | Болонья, Італія         | Кубок світу       | Срібло    |
| 16 червня 2012    | Леньяно, Італія         | Чемпіонат Європи  | Золото    |
| 23 червня 2012    | Чикаго, США             | Кубок світу       | Золото    |
| 28 липня 2012     | Лондон, Велика Британія | Олімпійські ігри  | Бронза    |
| Залік Кубка світу | Залік Кубка світу       | кількість балів:  | 248       |
| Залік Кубка світу | Залік Кубка світу       | підсумкове місце: | 3         |

| Дата              | Місце проведення        | Турнір            | Результат |
| ----------------- | ----------------------- | ----------------- | --------- |
| 26 лютого 2012    | Лондон, Велика Британія | Кубок світу       | Срібло    |
| 13 квітня 2012    | Київ, Україна           | Чемпіонат світу   | Срібло    |
| 19 червня 2012    | Леньяно, Італія         | Чемпіонат Європи  | Срібло    |
| Залік Кубка світу | Залік Кубка світу       | кількість балів:  | 324       |
| Залік Кубка світу | Залік Кубка світу       | підсумкове місце: | 3         |

### 2013: найкраща шаблістка світу

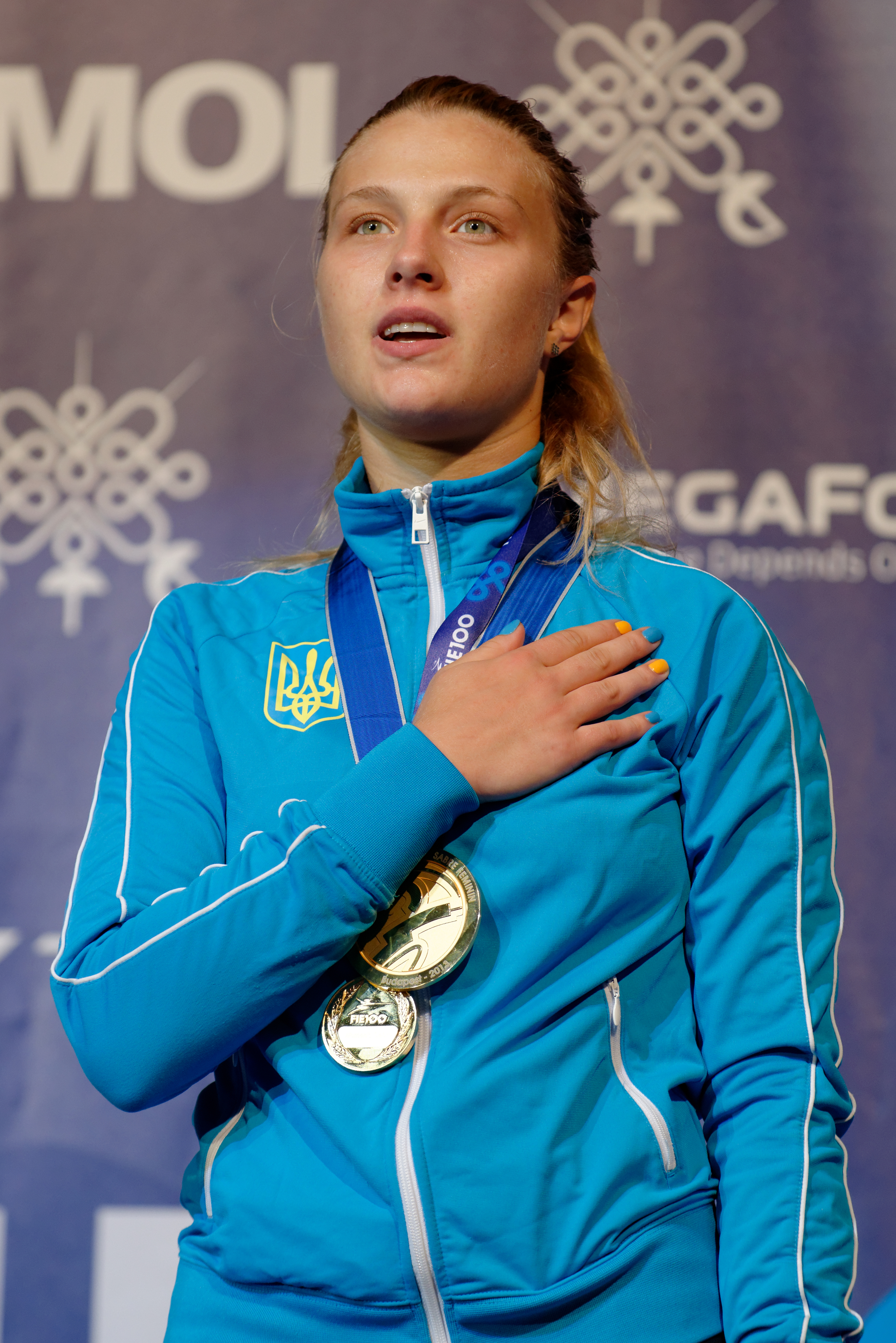
Ольга Харлан виконує Національний гімн під час нагородження на чемпіонаті світу 2013 року

Ольга Харлан розпочала сезон на етапі Кубка світу в Лондоні, посівши там третє місце. У командних змаганнях українки здолали у фіналі збірну Росії. 1 лютого на Гран-прі в Орлеані Харлан перемогла у фіналі Діну Галіакбарову (15:3). Таким чином, станом на лютий 2013 року Ольга Харлан і Яна Шемякіна, яка наступного дня перемогла на етапі Гран-прі в Будапешті (Угорщина), очолили світовий рейтинг Міжнародної федерації фехтування (FIE) у своїх видах зброї. На Кубку світу в Болоньї, Ольга не зуміла виграти особисту медаль, але з командою виграла золото, здолавши у фіналі італійок. 15 березня мінімально перемогла Маріель Загуніс у фіналі етапу Кубка світу в Анталії. У командних змаганнях збірна України також стала найкращою, здолавши у фіналі росіянок. 22 березня у фіналі Гран-прі в Москві Харлан перемогла принципову суперницю Софію Велику (15:9), а 3 травня на Кубку світу в Чикаго поступилася у чвертьфіналі. На останньому Гран-прі сезону, який відбувся 25 травня в китайському Тяньцзіні, Харлан посіла дев'яте місце, поступившись Аззі Бесбес (12:15) у поєдинку за вихід у чвертьфінал.

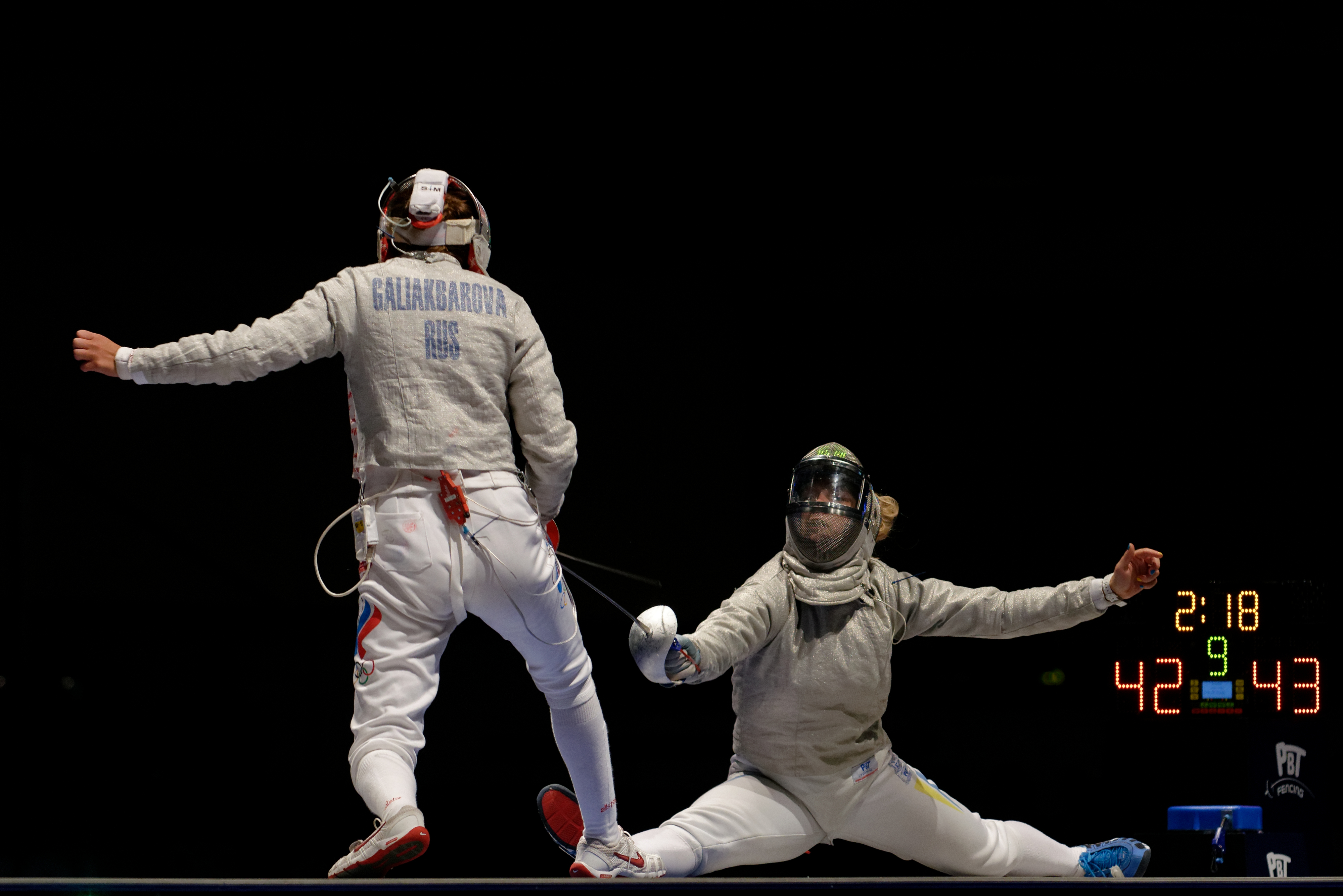
Ольга Харлан у шпагаті атакує росіянку Діану Галіакбарову у фіналі чемпіонату світу 2013 року

На початку червня в Загребі відбувся чемпіонат Європи. На ньому Ольга зуміла втретє поспіль виграти особисте золото. На шляху до перемоги не зустріла великого опору: у чвертьфіналі подолала угорку Анну Мартон (15:10), у півфіналі польку Александру Соху (15:9), а у фіналі гречанку Васілікі Вуюка (15:7). У командних змаганнях збірна України перемогла Азербайджан (45:38) у чвертьфіналі та збірну Польщі (45:41) у півфіналі. Фінал проти збірної Росії виявився дуже напруженим, усе вирішилося останнім уколом при рахунку 44:44, який завдала росіянка Катерина Дяченко. Таким чином українки виграли срібні нагороди.

На літній Універсіаді, яка проходила з 6 по 17 липня в Казані, Харлан виступала у двох дисциплінах та завоювала золоту медаль в індивідуальній шаблі6 де диною серйозною суперницею виявилася росіянка Катерина Дяченко, бій з якою у півфіналі завершився з різницею всього в один удар на користь українки — 15:14. Іншим опоненткам Харлан не дала жодного шансу на перемогу — до півфіналу не давала супротивницям набрати більш як п'ять очок. У фіналі з Олімпійською чемпіонкою Лондона 2012 року кореянкою Кім Джі Йон Харлан здобула перемогу з рахунком 15:9. Бронзу, окрім Дяченко, здобула ще одна українка — Галина Пундик. У командній шаблі Харлан виступала разом з Оленою Вороніною, Аліною Комащук та Галиною Пундик. У чвертьфіналі вони поступились одним уколом команді із США з рахунком 45:44.

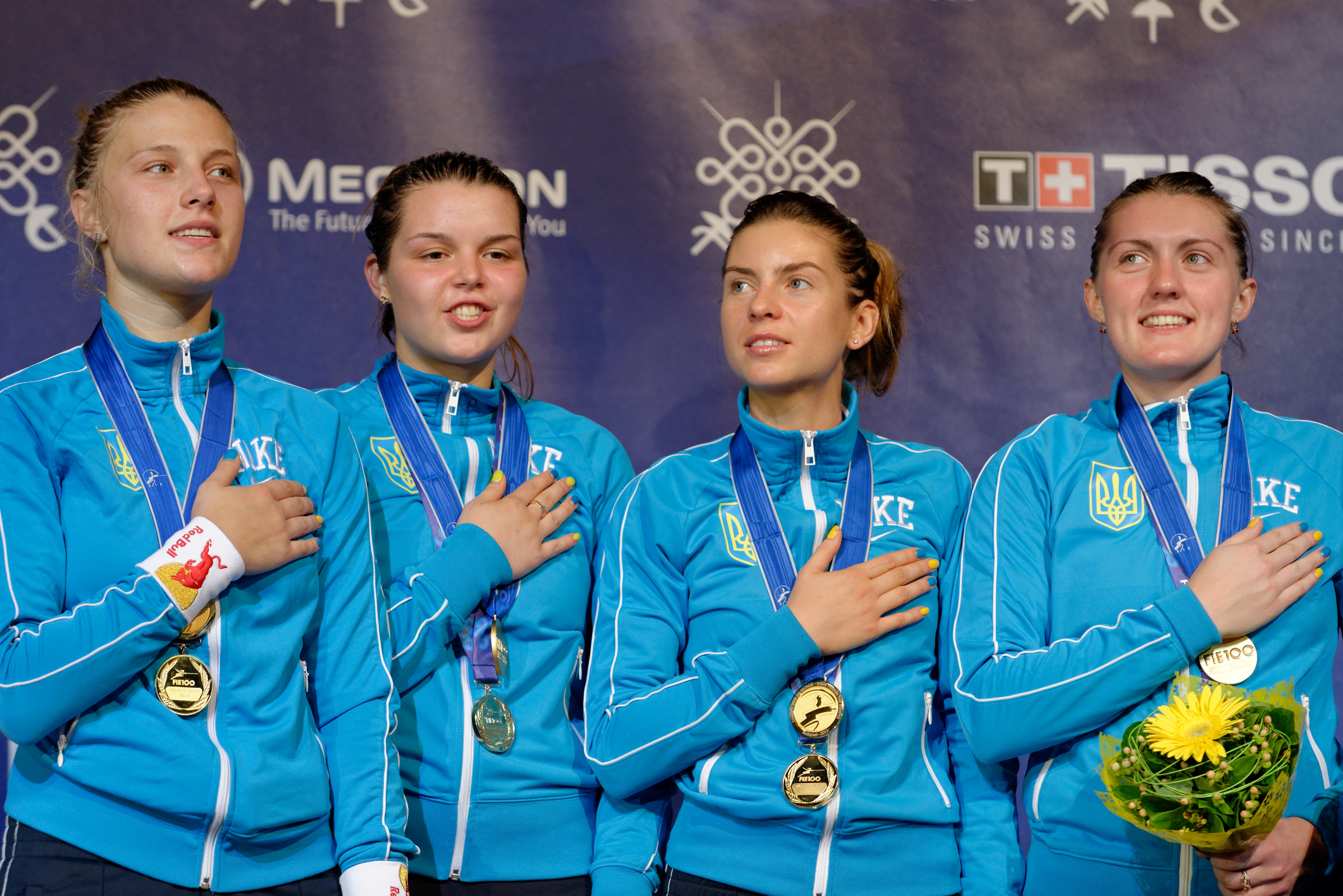
Ольга Харлан, Аліна Комащук, Галина Пундик та Олена Вороніна на п'єдесталі чемпіонату світу в Будапешті

На чемпіонаті світу 2013 року, що проходив у Будапешті, Харлан уперше стала чемпіонкою світу в індивідуальному турнірі шаблісток. Ці змагання українка розпочала з впевненими перемогами над Харім Ахмад (15:2), Мартою Пудою (15:7) та Алехандрою Бенітес (15:3). У чвертьфіналі Ольга здолала угорку Анну Варгелей 15:11, а у півфіналі в напруженому поєдинку вирвала перемогу з рахунком 15:14 в олімпійської чемпіонки Кім Джі Йон з Південної Кореї. Весь поєдинок з Джі Йон Харлан поступалася в рахунку, однак, коли табло показало 12:14 на користь кореянки, змогла перевернути хід бою на свою користь. У фіналі, де Харлан змагалася з Катериною Дяченко, першу половину бою провела блискуче, і на перерву спортсменки пішли з рахунком 8:1 на користь Харлан, однак після хвилинної перерви росіянка змінила тактику й почала наздоганяти українку. Дяченко зрівняла рахунок 12:12, однак Харлан знову проявила стійкість характеру і, завдавши три влучні уколи поспіль, завоювала титул чемпіонки світу (15:12). На цьому ж чемпіонаті до індивідуального золота Ольга додала й командне у складі збірної України. Українки розпочали змагання з впевнених перемог над збірними Казахстану (45:20) та Китаю (45:31), а у півфіналі для української збірної не виникло труднощів у поєдинку з італійками (45:34). У фіналі вони зустрілися з принциповими суперницями — збірною Росії. Протягом поєдинку росіянки мали перевагу, лідируючи з рахунком 36:42. У повторенні особистого фіналу Ольга Харлан — Катерина Дяченко, українка зуміла зломити хід зустрічі та завдала вирішального уколу при рівному рахунку (44:44). У кінці місяця НОК України визнав Харлан найкращою спортсменкою серпня.
За підсумками сезону Харлан вперше в кар'єрі виграла загальний залік Кубка світу. Українська шабельна команда також була визнана найкращою командою сезону.
| Дата              | Місце проведення        | Турнір            | Результат |
| ----------------- | ----------------------- | ----------------- | --------- |
| 25 січня 2013     | Лондон, Велика Британія | Кубок світу       | Бронза    |
| 1 лютого 2013     | Орлеан, Франція         | Гран-прі          | Золото    |
| 15 березня 2013   | Анталія, Туреччина      | Кубок світу       | Золото    |
| 22 березня 2013   | Москва, Росія           | Гран-прі          | Золото    |
| 16 червня 2013    | Загреб, Хорватія        | Чемпіонат Європи  | Золото    |
| 5 серпня 2013     | Будапешт, Угорщина      | Чемпіонат світу   | Золото    |
| Залік Кубка світу | Залік Кубка світу       | кількість балів:  | 302       |
| Залік Кубка світу | Залік Кубка світу       | підсумкове місце: | 1         |

| Дата              | Місце проведення        | Турнір            | Результат |
| ----------------- | ----------------------- | ----------------- | --------- |
| 27 січня 2013     | Лондон, Велика Британія | Кубок світу       | Золото    |
| 3 березня 2013    | Болонья, Італія         | Кубок світу       | Золото    |
| 17 березня 2013   | Анталія, Туреччина      | Кубок світу       | Золото    |
| 16 червня 2013    | Загреб, Хорватія        | Чемпіонат Європи  | Срібло    |
| 12 серпня 2013    | Будапешт, Угорщина      | Чемпіонат світу   | Золото    |
| Залік Кубка світу | Залік Кубка світу       | кількість балів:  | 404       |
| Залік Кубка світу | Залік Кубка світу       | підсумкове місце: | 1         |

### 2014: вдруге найкраща шаблістка світу

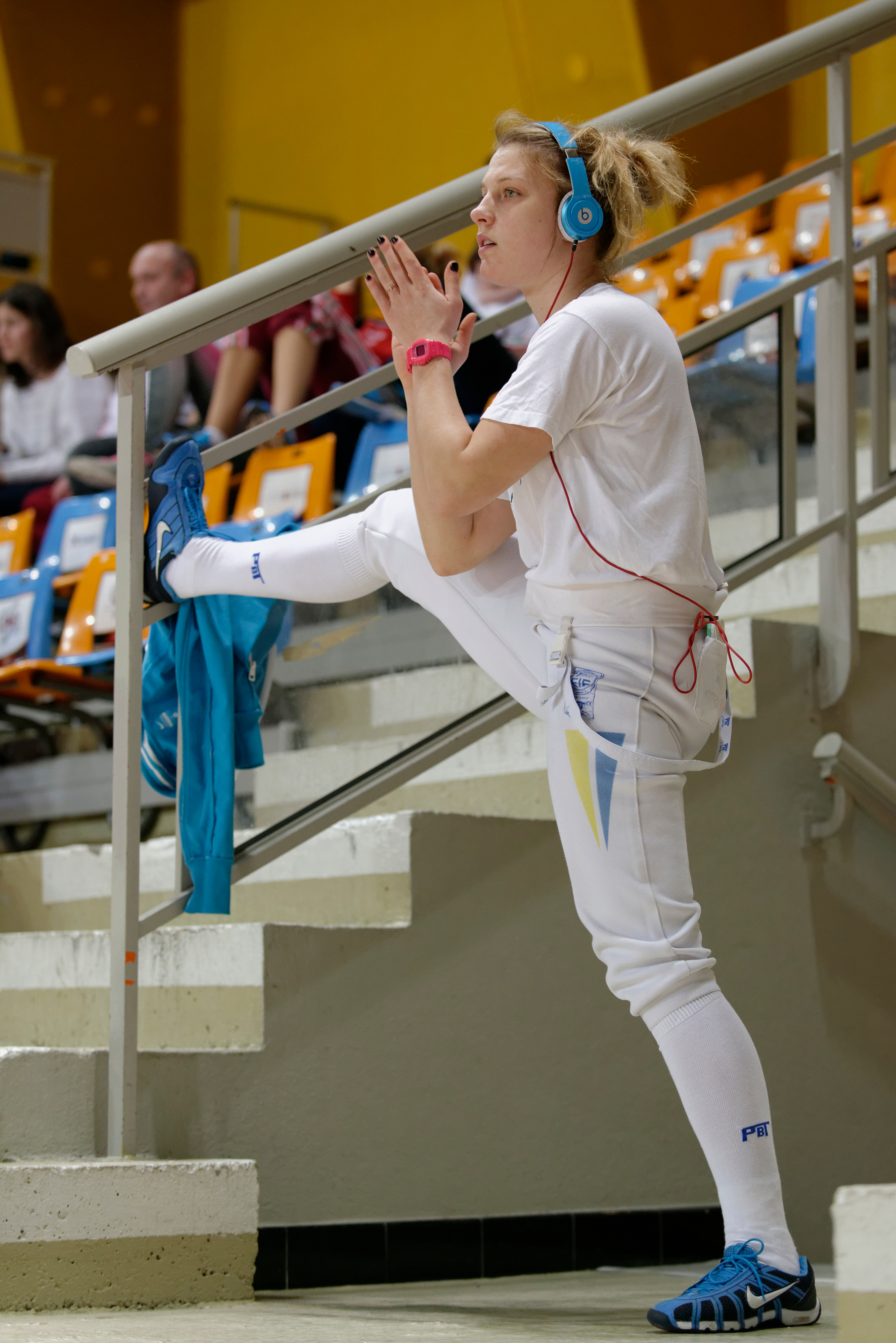
Ольга Харлан робить розминку на етапі Гран-прі в Орлеані

Змагальний сезон розпочався 31 січня на етапі Гран-прі в Орлеані. Харлан впевнено перемогла у півфіналі Катерину Дяченко (15:7), а у фіналі Кім Джі Йон (15:7). 7 лютого на Кубку світу в Дакарі Ольга здобула другу перемогу в сезоні, у фіналі здолала французьку шаблістку Шарлотту Лембах (15:13). На цих змаганнях Харлан також здобула перемогу в командних змаганнях. Українська команда перемогла збірні Китаю (45:39), Південної Кореї (45:42) та Італії (45:35).
21 лютого перемогла у фіналі Кубка світу в Генті американку Маріель Загуніс. Також на цьому етапі Кубка світу виграла бронзову медаль в командних змаганнях. Українки поступилися у півфіналі одним уколом збірній Італії (44:45), але у бронзовому поєдинку перемогли збірну Франції (45:43). На наступному етапі в італійському Больцано Харлан вперше у сезоні поступилася суперниці — у фіналі українку зуміла здолати Маріель Загуніс. На наступних етапах Кубка світу, які відбулися в Анталії та Чикаго в особистих змаганнях Ольга виграти медаль не зуміла, але двічі ставала третьою у складі збірної України. 24 травня в Пекіні відбувся останній у сезоні етап Кубка світу, де у фіналі Харлан здолала господарку змагань Шень Чень.
У квітні відбулася щорічна церемонія нагородження найкращих українських спортсменів «Герої спортивного року». За підсумками 2013 року Ольга Харлан здобула нагороду «Герой українського спорту».
На чемпіонаті Європи, що проходив у французькому Страсбурзі, вона вп'яте поспіль стала чемпіонкою в індивідуальній шаблі. У чвертьфіналі здолала Яну Єгорян (15:8), у півфіналі Розеллу Грегоріо (15:8), а у фіналі Катерину Дяченко (15:12). У чвертьфіналі командних змагань українки в напруженому поєдинку здолали команду Іспанії (45:43). У півфіналі вони програли французькій команді (30:45), але у бронзовому фіналі перемогли угорських шаблісток (45:39) та стали бронзовими призерками. За підсумками червня НОК України назвав Харлан найкращою спортсменкою місяця.

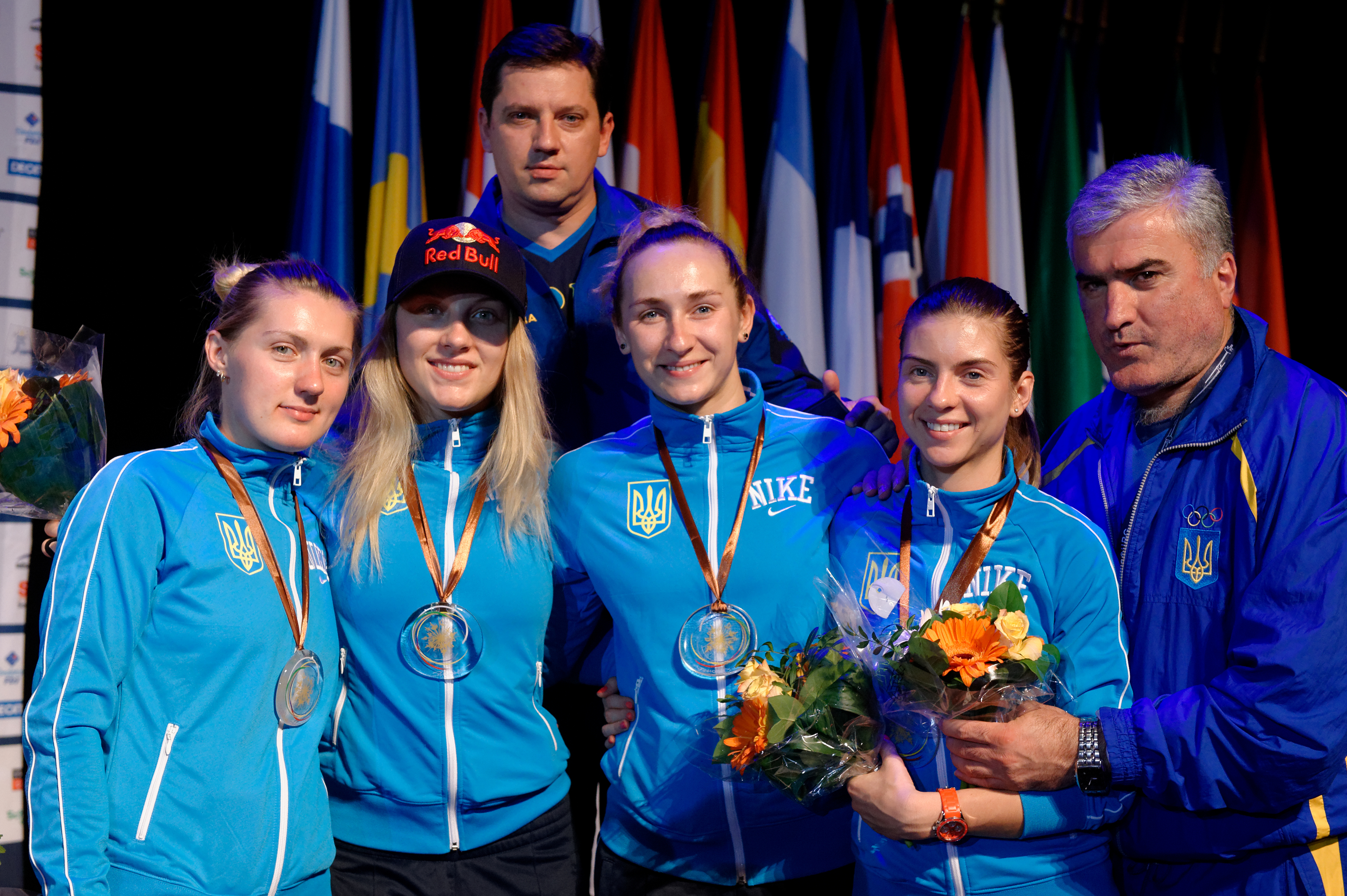
Жіноча збірна України після нагородження на чемпіонаті Європи з фехтування 2014 року (зліва направо): Олена Вороніна, Ольга Харлан, Ольга Жовнір, Галина Пундик та їх тренери Артем Скороход і Гарнік Давидян

У липні на чемпіонаті світу, що проходив у Казані, Ольга зуміла захистити звання чемпіонки світу в особистій першості. На шляху до фіналу здолала Мамі Ітох (15:9), Юн Джі Су (15:10), Аззу Бесбес (15:7), Софію Велику (15:9) та Катерину Дяченко (15:7). У фіналі перемогла дворазову олімпійську чемпіонку, американку Маріель Загуніс (15:12). Також на цьому чемпіонаті світу виграла бронзову медаль у командних змаганнях. Збірна України розпочала турнір із впевненої перемоги над збірною Японії (45:20). Після цього українки здолали у чвертьфіналі команду Польщі (45:39), проте у півфіналі зазнали прикрої поразки 44:45 від команди США. У поєдинку за бронзові медалі їм вдалося перемогти Італію (45:42). У кінці місяця НОК України вдруге поспіль назвав Харлан найкращою спортсменкою місяця. Окрім цього, за підсумками змагального сезону вона вдруге поспіль стала переможницею загального заліку Кубка світу.
Наприкінці 2014 року тодішня заступниця міністра спорту Ніна Уманець заявила, що росіяни пропонували Ользі Харлан квартиру й повний соціальний пакет в обмін на перехід до лав їхньої збірної. Сама спортсменка заперечила пропозицію квартири, але підтвердила, що росіяни цікавились можливістю переходу до лав їхньої збірної, на що вона відповіла категоричною відмовою.
| Дата              | Місце проведення   | Турнір            | Результат |
| ----------------- | ------------------ | ----------------- | --------- |
| 31 січня 2014     | Орлеан, Франція    | Гран-прі          | Золото    |
| 7 лютого 2014     | Дакар, Сенегал     | Кубок світу       | Золото    |
| 21 лютого 2014    | Гент, Бельгія      | Кубок світу       | Золото    |
| 28 лютого 2014    | Больцано, Італія   | Кубок світу       | Срібло    |
| 24 травня 2014    | Пекін, Китай       | Гран-прі          | Золото    |
| 9 червня 2014     | Страсбург, Франція | Чемпіонат Європи  | Золото    |
| 17 липня 2014     | Казань, Росія      | Чемпіонат світу   | Золото    |
| Залік Кубка світу | Залік Кубка світу  | кількість балів:  | 314       |
| Залік Кубка світу | Залік Кубка світу  | підсумкове місце: | 1         |

| Дата              | Місце проведення   | Турнір            | Результат |
| ----------------- | ------------------ | ----------------- | --------- |
| 23 лютого 2014    | Гент, Бельгія      | Кубок світу       | Бронза    |
| 16 березня 2014   | Анталія, Туреччина | Кубок світу       | Бронза    |
| 4 травня 2014     | Чикаго, США        | Кубок світу       | Бронза    |
| 9 червня 2014     | Страсбург, Франція | Чемпіонат Європи  | Бронза    |
| 17 липня 2014     | Казань, Росія      | Чемпіонат світу   | Бронза    |
| Залік Кубка світу | Залік Кубка світу  | кількість балів:  | 304       |
| Залік Кубка світу | Залік Кубка світу  | підсумкове місце: | 3         |

### 2015: командні досягнення
На першому етапі Кубка світу, який відбувся у французькому Орлеані, Харлан посіла дев'яте місце. Вона поступилася в поєдинку за вихід у чвертьфінал Софії Великій. На етапах Кубка світу в Нью-Йорку та Афінах зустрічалася з Великою у фіналі та двічі зуміла перемогти (15:12 та 15:14). На етапі Кубка світу в Афінах також здобула перемогу в командних змаганнях. Наприкінці березня відбулося Гран-Прі Сеула, де на шляху до перемоги Ольга здолала Галину Пундик (15:6), Анну Мартон (15:5), Софію Велику (15:11) та Ібтіхадж Мухаммад (15:9). 2 травня відбувся Кубок світу в Пекіні, де в особистих змаганнях Харлан виграла бронзову медаль, поступившись у півфіналі Софії Великій (7:15). Також на цьому етапі виграла срібну медаль у командних змаганнях, де у фіналі українська команда поступилася збірній Франції (40:45). На останньому Гран-прі сезону, який відбувся в Москві, Харлан зуміла здобути перемогу, здолавши Марію Белен Перес-Моріс (15:6), Вікторію Ковальову (15:6), Діну Галікбарову (15:12), Вассілікі Вугіоку (15:4), Софію Велику (15:11) та Яну Єгорян (15:10).

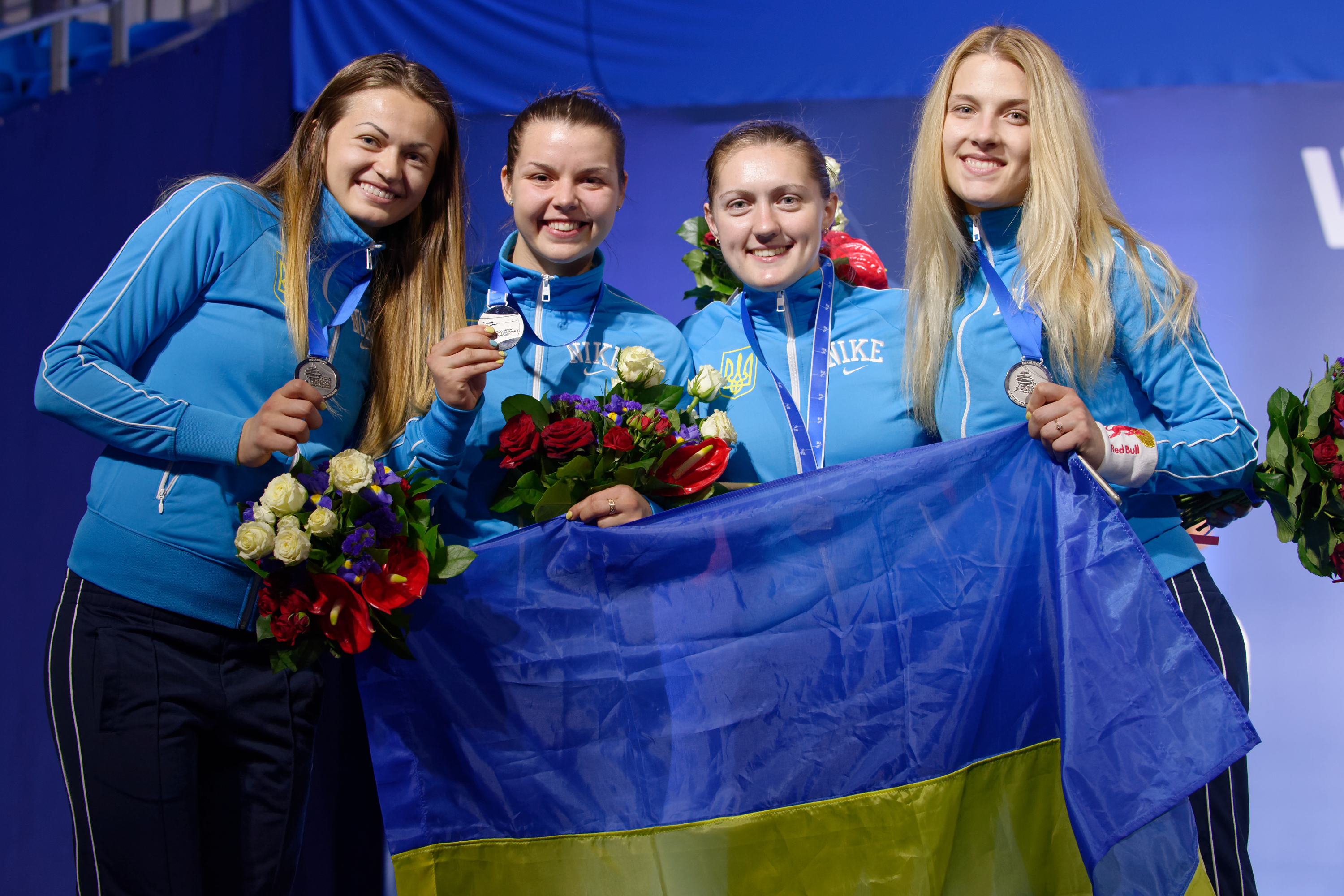
Кравацька, Комащук, Вороніна та Харлан на п'єдесталі чемпіонату світу в Москві.

На початку червня у швейцарському місті Монтре відбувся чемпіонат Європи. Харлан захищала звання чемпіонки Європи в особистих змаганнях, яке утримувала п'ять років поспіль. Впевнено перемогла угорку Анну Мартон (15:4) та росіянку Юлію Гаврилову (15:7), але у чвертьфіналі поступилася італійській шаблістці Розеллі Грегоріо (11:15). Через декілька днів у командних змаганнях виграла бронзову медаль. У чвертьфіналі збірна України здолала команду Польщі (45:40), але у півфіналі поступилася росіянкам (31:45). У бронзовому фіналі українки не залишили шансів команді Італії (45:30).
У кінці червня в Баку відбулися перші в історії Європейські ігри. Особисті змагання складалися з двох етапів. Перший був представлений груповим турніром, у кожній групі було по шість фехтувальниць, які проводять поєдинки між собою до п'яти зарахованих уколів, а найкращі шаблістки виходили в класичний турнір на вибування. Харлан у групі зуміла перемогти лише італійку Ребекку Гаргано, поступившись Севіль Бунятовій, Маріон Штольц, Мартіні Ваторі та Ілгін Сарбан. У підсумку Ольга посіла п'яте місце у групі та завершила змагання. Командні змагання збірна України розпочала з впевненої перемоги над господарями змагань, збірною Азербайджану (45:24). У півфіналі українки здолали збірну Росії (45:34), а у фіналі італійок (45:43), ставши чемпіонками.
У липні відбувся головний старт сезону чемпіонат світу в Москві. В особистих змаганнях Харлан не зуміла захистити звання чемпіонки світу — після впевнених перемог над Айбіке Хабібуліною (15:7) та Малгошою Козачук (15:9), поступилася Сесілії Бердер (10:15). У командних змаганнях збірна України у складі Харлан, Кравацької, Комащук та Вороніної стали срібними призерками. Після впевненої перемоги над збірною Німеччини (45:21), вони перемогли у чвертьфіналі збірну Італії (45:40), а у півфіналі світових лідерів — команду США (45:39). У фіналі українки поступилися господарям змагань, збірній Росії (41:45).
За підсумками сезону Ольга Харлан посіла друге місце загального заліку Кубка світу, поступившись лише Софії Великій.
| Дата              | Місце проведення     | Турнір            | Результат |
| ----------------- | -------------------- | ----------------- | --------- |
| 14 грудня 2014    | Нью-Йорк, США        | Гран-прі          | Золото    |
| 30 січня 2015     | Афіни, Греція        | Кубок світу       | Золото    |
| 21 лютого 2015    | Гент, Бельгія        | Кубок світу       | Бронза    |
| 28 березня 2015   | Сеул, Південна Корея | Гран-прі          | Золото    |
| 2 травня 2015     | Пекін, Китай         | Кубок світу       | Бронза    |
| 30 травня 2015    | Москва, Росія        | Гран-прі          | Золото    |
| Залік Кубка світу | Залік Кубка світу    | кількість балів:  | 237       |
| Залік Кубка світу | Залік Кубка світу    | підсумкове місце: | 2         |

| Дата              | Місце проведення  | Турнір            | Результат |
| ----------------- | ----------------- | ----------------- | --------- |
| 1 лютого 2015     | Афіни, Греція     | Кубок світу       | Золото    |
| 3 травня 2015     | Пекін, Китай      | Кубок світу       | Бронза    |
| 6 червня 2015     | Швейцарія, Монтре | Чемпіонат Європи  | Бронза    |
| 13 липня 2015     | Москва, Росія     | Чемпіонат світу   | Срібло    |
| Залік Кубка світу | Залік Кубка світу | кількість балів:  | 315       |
| Залік Кубка світу | Залік Кубка світу | підсумкове місце: | 3         |

### 2016: дворазова призерка Олімпійських ігор

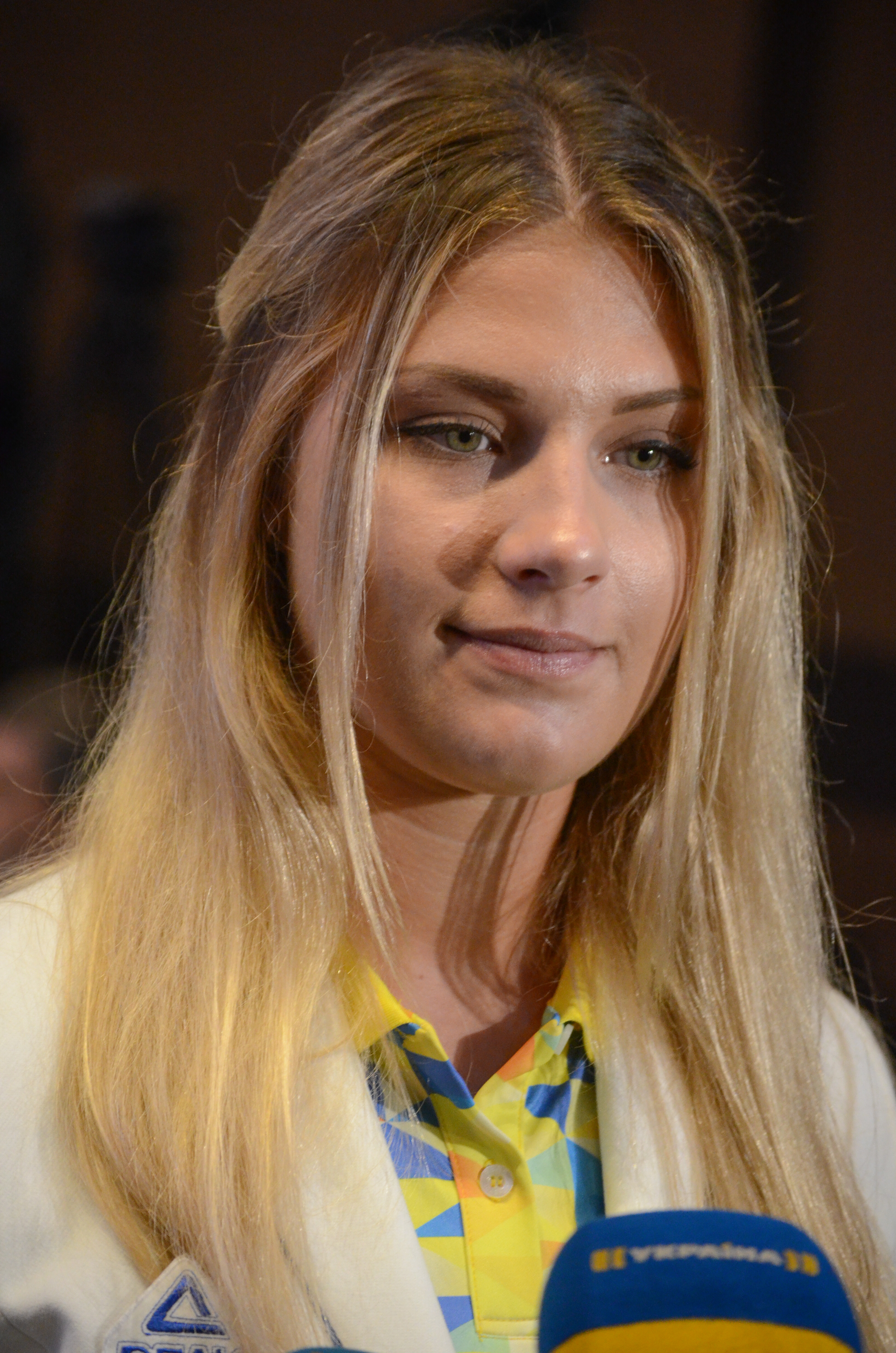
Під час зустріч Президента України з олімпійцями та паралімпійцями-учасниками Ріо-2016.

20 лютого 2016 року Харлан стала переможницею етапу Кубка світу з фехтування на шаблях у Бельгії, у фіналі здобула перемогу над представницею Росії Яною Єгорян з рахунком 15:10.
14 травня стала переможницею етапу Кубка світу з фехтування на шаблях, який проходив у Китаї. У фіналі зломила опір кореянки Кім Джіен (15:11).
У червні в польському місті Торунь відбувся чемпіонат Європи, де Харлан двічі стала бронзовою медалісткою. В особистих змаганнях вона поступилася у півфіналі росіянці Софії Великій з рахунком 13:15. У командних змаганнях українки поступилися у півфіналі французьким шаблісткам (40:45), а в поєдинку за бронзові медалі зуміли перемогти збірну Польщі (45:42).
8 серпня Ольга виступила в особистих змаганнях шаблісток на Олімпійських іграх в Ріо-де-Жанейро, де була посіяна під другим номером рейтингу та поступалася лише росіянці Софії Великій. У першому колі змагань Харлан впевнено перемогла мексиканську шаблістку Урсулу Гонсалес з рахунком 15:8. У наступному поєдинку вона зустрілася з партнеркою по збірній Аліною Комащук, яку також перемогла з рахунком 15:8. У чвертьфіналі розгромила італійську фехтувальницю Лорету Гулотту (15:4), але у півфіналі українку спіткала невдача — вона поступилася росіянці Яні Єгорян з рахунком 9:15 та вийшла у бронзовий фінал, де зуміла здолати французьку шаблістку Манон Брюне (15:10) та вдруге поспіль стати бронзовою призеркою Олімпійських ігор в особистих змаганнях.
13 серпня відбулися командні змагання шаблісток, де збірна України виступила у складі Ольги Харлан, Аліни Комащук, Олени Кравацької та Олени Вороніної. У чвертьфіналі українки перемогли збірну Південної Кореї (45:40), а у півфіналі Італію (45:42), гарантувавши собі медалі. У фіналі вони зустрілися зі світовими лідерами, збірною Росії, якій поступилися з рахунком 30:45 та стали срібними призерками.
| Дата              | Місце проведення         | Турнір            | Результат |
| ----------------- | ------------------------ | ----------------- | --------- |
| 30 жовтня 2015    | Орлеан, Франція          | Кубок світу       | Срібло    |
| 19 лютого 2016    | Сінт-Ніклас, Бельгія     | Кубок світу       | Золото    |
| 13 травня 2016    | Фошань, Китай            | Кубок світу       | Золото    |
| 28 травня 2016    | Москва, Росія            | Гран-прі          | Золото    |
| 20 червня 2016    | Торунь, Польща           | Чемпіонат Європи  | Бронза    |
| 8 серпня 2016     | Ріо-де-Жанейро, Бразилія | Олімпійські ігри  | Бронза    |
| Залік Кубка світу | Залік Кубка світу        | кількість балів:  | 242       |
| Залік Кубка світу | Залік Кубка світу        | підсумкове місце: | 3         |

| Дата              | Місце проведення         | Турнір            | Результат |
| ----------------- | ------------------------ | ----------------- | --------- |
| 11 жовтня 2015    | Каракас, Венесуела       | Кубок світу       | Бронза    |
| 1 листопада 2015  | Орлеан, Франція          | Кубок світу       | Золото    |
| 31 січня 2016     | Афіни, Греція            | Кубок світу       | Золото    |
| 21 лютого 2016    | Гент, Бельгія            | Кубок світу       | Бронза    |
| 23 червня 2016    | Торунь, Польща           | Чемпіонат Європи  | Бронза    |
| 13 серпня 2016    | Ріо-де-Жанейро, Бразилія | Олімпійські ігри  | Срібло    |
| Залік Кубка світу | Залік Кубка світу        | кількість балів:  | 364       |
| Залік Кубка світу | Залік Кубка світу        | підсумкове місце: | 2         |

### 2017: третє особисте золото чемпіонату світу
Сезон 2016–17 спортсменка розпочала дуже пізно. Причиною цього стала операція на плечі, яку вона перенесла восени 2016 року. Після тривалого періоду відновлення повернулася на фехтувальну доріжку 13 травня 2017 року на етапі Кубка світу, що відбувався в Тунісі. На ньому перемогла у півфіналі дворазову олімпійську чемпіонку Яну Єгорян, а у фіналі угорську фехтувальницю Анну Мартон. 4 червня взяла участь на турнірі «Московська шабля», де програла за вихід у чвертьфінал японці Чіка Аокі з рахунком 14:15.
На чемпіонаті Європи, що відбувався у Тбілісі, в індивідуальному турнірі Харлан впевнено пройшла кваліфікацію, перемігши в шести своїх мінідуелях, в 1/16 фіналу перемогла росіянку Валерію Большакову, але вже в 1/8 фіналу програла Сесілії Бердер з рахунком 12:15. У командному турнірі виступала з новими партнерками: Юлією Бакастовою, Оленою Прокудою та Ольгою Жовнір. У чвертьфіналі вони поступилися команді Угорщини з рахунком 43:45. У боротьбі за 5 місце українська команда перемогла команди Німеччини та Іспанії. Отже, вперше з 2004 року Харлан не змогла завоювати жодної медалі на чемпіонаті Європи. Через пропуск більшої частини змагань вона опустилася у світовому рейтингу FIE на 9 місце.
На чемпіонаті світу в індивідуальних змаганнях Харлан була посіяна під 10 номером. Шаблістка впевнено перемогла Ольгу Жовнір, Богну Йозвяк, Росселлу Грегоріо та Норіку Тамуру. У півфіналі взяла реванш у Сесілії Бердер, якій програла на чемпіонаті Європи, а у фіналі перемогла з розгромним рахунком 15:5 спортсменку з Туніса Аззу Бесбес та стала триразовою чемпіонкою світу в індивідуальній шаблі — до Харлан це досягнення не підкорялося жодній шаблістці. У командних змаганнях українська збірна виступала в тому самому складі, що й на чемпіонаті Європи. Після перемоги над збірною Іспанії у чвертьфіналі українки програли Франції. У боротьбі за 5 місце перемогли збірну Мексики, але програли Росії, фінішувавши шостими. Уперше з 2006 року команда шаблісток не змогла завоювати медаль на чемпіонаті світу.
Особисті медалі
| Дата              | Місце проведення   | Турнір            | Результат |
| ----------------- | ------------------ | ----------------- | --------- |
| 12 травня 2017    | Туніс, Туніс       | Кубок світу       | Золото    |
| 19 липня 2017     | Лейпциг, Німеччина | Чемпіонат світу   | Золото    |
| Залік Кубка світу | Залік Кубка світу  | кількість балів:  | 136       |
| Залік Кубка світу | Залік Кубка світу  | підсумкове місце: | 6         |

### 2018: третій Кубок світу в кар'єрі
Новий сезон Ольга Харлан розпочала в жовтні на Кубку світу в Орлеані. Вона посіла там вісімнадцяте місце, поступившись Аліні Комащук. 17 листопада на етапі Кубка світу в Сінт-Нікласі здобула першу перемогу в сезоні. 15 грудня перемогла на етапі Гран-прі у Канкуні. Цікавим є те, що її суперницею у фіналі стала італійка Аріанна Ерріго, яка спеціалізується у фехтуванні на рапірах. 30 березня Харлан стала найсильнішою на етапі Гран-прі в Сеулі. У травні мав відбутися етап Гран-прі у Москві, але через політичні причини Харлан пропустила ці змагання. На початку червня відбувся останній у сезоні етап Кубка світу — на змаганнях у Тунісі Харлан дійшла до фіналу, де мінімально поступилася Манон Брюне.
У червні у сербському місті Новий Сад відбувся чемпіонат Європи. Харлан розпочала змагання з перемоги над німецькою фехтувальницею Анною Лімбах (15:9), але вже в наступному поєдинку програла румунці Б'янці Паску (10:15). Командні змагання українська команда розпочала з упевненої перемоги над збірною Великої Британії (45:27), у чвертьфіналі українкам вдалося здолати збірну Угорщини (45:41), а у півфіналі світових лідерів, збірну Італії (45:42). У фіналі Україна без шансів поступилася збірній Росії (30:45) та виграла срібні медалі.
На чемпіонаті світу, який відбувся у китайському місті Усі, Ольга Харлан виступила невдало. Після стартової перемоги над канадкою Маріссою Поніх (15:7), вона поступилася господарці змагань Ягі Чао (13:15). У командних змаганнях українки розпочали з упевненої перемоги над збірною Польщі (45:23), але у чвертьфіналі поступилися команді Південної Кореї (37:45). У наступному поєдинку українки мінімально перемогли господарів змагань, а в поєдинку за п'яте місце поступилися збірній США (34:45).
Попри невдачі на великих турнірах, Ольга Харлан виграла загальний залік Кубка світу з фехтування на шаблях 2017–18.
| Дата              | Місце проведення     | Турнір            | Результат |
| ----------------- | -------------------- | ----------------- | --------- |
| 17 листопада 2017 | Сінт-Ніклас, Бельгія | Кубок світу       | Золото    |
| 15 грудня 2017    | Канкун, Мексика      | Гран-прі          | Золото    |
| 30 березня 2018   | Сеул, Південна Корея | Гран-прі          | Золото    |
| 2 червня 2018     | Туніс, Туніс         | Кубок світу       | Срібло    |
| Залік Кубка світу | Залік Кубка світу    | кількість балів:  | 190       |
| Залік Кубка світу | Залік Кубка світу    | підсумкове місце: | 1         |

| Дата              | Місце проведення  | Турнір            | Результат |
| ----------------- | ----------------- | ----------------- | --------- |
| 19 червня 2018    | Новий Сад, Сербія | Чемпіонат Європи  | Срібло    |
| Залік Кубка світу | Залік Кубка світу | кількість балів:  | 233       |
| Залік Кубка світу | Залік Кубка світу | підсумкове місце: | 7         |

### 2019: утретє найкраща шаблістка світу

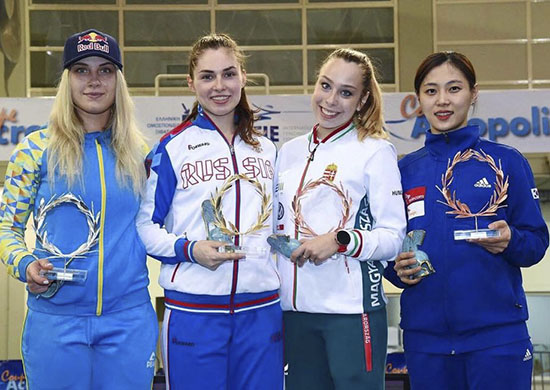
Ольга Харлан, Софія Позднякова, Ліза Пустай та Кім Джі Йон на п'єдесталі Кубка світу в Афінах

Змагальний сезон розпочався з Кубка світу в Орлеані, але Харлан вирішила його пропустити через проблеми зі здоров'ям. Першу медаль сезону Харлан завоювала на Гран-прі в Каїрі. Українка мінімально поступилася у півфіналі корейській фехтувальниці Чхой Ін Чон та виграла бронзу. У березні Ольга Харлан виступила на Кубку світу в Афінах, поступившись лише у фіналі російській фехтувальниці Софії Поздняковій. На Гран-Прі в Сеулі Харлан мінімально здолала у фіналі господарку змагань Кім Джі Йон та здобула першу перемогу в сезоні. У травні відбувся етап Кубка світу в Тунісі, на якому збірна України вийшла у фінал, але там поступилася збірній Італії.
У червні в німецькому місті Дюссельдорф відбувся чемпіонат Європи. Харлан впевнено здолала усіх своїх суперниць. У чвертьфіналі українка пройшла росіянку Ольгу Нікітіну (15:8), у півфіналі угорку Анну Мартон (15:10), а у фіналі здолала французьку шаблістку Манон Брюне (15:12). Ця перемога стала для неї восьмою на чемпіонатах Європи, шість з яких вона здобула в особистих змаганнях. Це золото стало для спортсменки першим на чемпіонатах Європи з 2014 року. Також ця медаль стала для українки двадцятою на чемпіонатах Європи. Успішно виступити командою українкам не вдалося. Після стартової перемоги над румунською командою, збірна України мінімально поступилася угорським шаблісткам та у підсумку посіла сьоме місце.

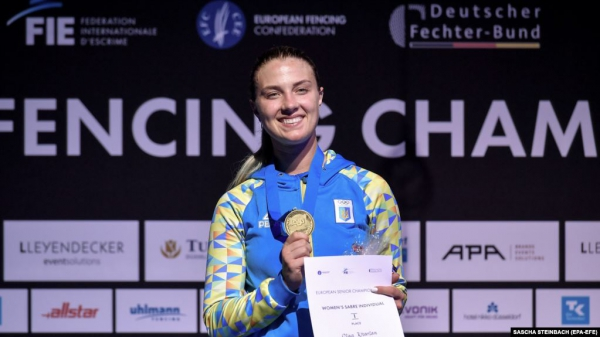
Ольга Харлан на чемпіонаті Європи (2019)

20 липня виступила на головному старті сезону — Чемпіонаті світу у Будапешті. У першому поєдинку Харлан впевнено здолала в'єтнамську шаблістку Пунь Ті Хань (15:2), а у другому грузинку Ліку Джієшвілі (15-9). Далі українка здолала Чой Со Йон (15-12), а у поєдинку за вихід у півфінал зустрілася з партнеркою по збірній Аліною Комащук. Цей двобій виявився дуже напруженим, а Харлан зуміла здобути лише мінімальну перемогу (15-14). У півфіналі Харлан розгромила румунську шаблістку Б'янку Паску (15:5). У вирішальному двобої Харлан зустрілася з принциповою суперницею, росіянкою Софією Великою. Поєдинок складався дуже важко для обидвох спортсменок, але вирішальний укол при рахунку 14:14 зуміла нанести саме Харлан. Після цієї перемоги вона стала першою в історії українською спортсменкою, що стала шестиразовою чемпіонкою світу з цього виду спорту. Також Ольга Харлан є найтитулованішою шаблісткою на чемпіонатах світу в індивідуальних змаганнях. За кількістю перемог на чемпіонаті світу в особистих змаганнях Харлан посідає друге місце, поступаючись лише італійці Валентині Веццалі, у якої шість перемог.
23 липня відбулися командні змагання шаблісток. Збірна Україна розпочала турнір з упевнених перемог над командами Таїланду (45:22) та Японії (45:34). У чвертьфіналі українки зустрілися зі світовими лідерами, збірною Франції, та зазнали невдачі (34:45). У наступному поєдинку українки зуміли здолати збірну США (45:38), але в поєдинку за п'яте місце поступилися угоркам (40:45).
За підсумками липня Національний олімпійський комітет України вдванадцяте визнав Ольгу Харлан найкращою спортсменкою місяця, що є рекордом серед усіх українських спортсменів. Також вона вчетверте стала переможцем загального заліку Кубка світу, здобувши цю нагороду вдруге поспіль.
| Дата              | Місце проведення       | Турнір            | Результат |
| ----------------- | ---------------------- | ----------------- | --------- |
| 22 лютого 2019    | Каїр, Єгипет           | Гран-прі          | Бронза    |
| 8 березня 2019    | Афіни, Греція          | Кубок світу       | Срібло    |
| 26 квітня 2019    | Сеул, Південна Корея   | Кубок світу       | Золото    |
| 17 червня 2019    | Дюссельдорф, Німеччина | Чемпіонат Європи  | Золото    |
| 17 липня 2019     | Будапешт, Угорщина     | Чемпіонат світу   | Золото    |
| Залік Кубка світу | Залік Кубка світу      | кількість балів:  | 267       |
| Залік Кубка світу | Залік Кубка світу      | підсумкове місце: | 1         |

| Дата           | Місце проведення | Турнір      | Результат |
| -------------- | ---------------- | ----------- | --------- |
| 10 травня 2019 | Туніс, Туніс     | Кубок світу | Срібло    |

### 2020: п'ята перемога в Кубку світу

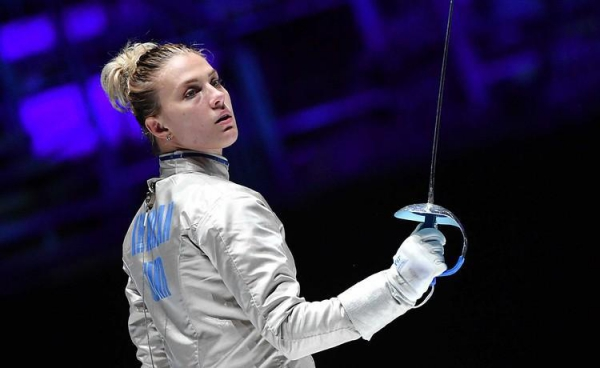
Ольга Харлан уп'яте завершила сезон лідеркою світового рейтингу FIE

У листопаді 2019 року завоювала бронзову нагороду в особистих змаганнях на етапі Кубка світу в Орлеані. У півфіналі Харлан мінімально поступилася французькій шаблістці Манон Брюне, яка у підсумку виграла золото. У командних змаганнях збірна України також зуміла виграти бронзові медалі. Після мінімальної перемоги у чвертьфіналі над збірною Франції, вони поступилися у півфіналі Південній Кореї. У бронзовому фіналі українські фехтувальниці перемогли збірну Угорщини. На наступному етапі, який відбувся у грудні в Солт-Лейк-Сіті, Харлан зуміла перемогти усіх суперниць та виграти золоту медаль. У січні 2020 року українка стала найкращою на етапі Кубка світу в Монреалі. Наступний етап Кубка світу, який мав відбутися у березні в Афінах був дуже важливим у боротьбі за командну ліцензію на Олімпійські ігри. Харлан вирішила не виступати в особистих змаганнях, а зосередитися лише на команді. Однак це не допомогло українкам показати позитивний результат. У поєдинку за вихід у чвертьфінал Україна зустрілася з командою Польщі. Перед останнім боєм українки лідирували з рахунком 40:31, але Харлан програла свою сутичку Марті Пуді з рахунком 3:14, що означало поразку української збірної.
Саме в цей час у світі розпочалася пандемія COVID-19, що означало припинення усіх спортивних заходів. 2020 року фехтувальники до змагань не повернулися, але Харлан вп'яте здобула перемогу в загальному заліку Кубка світу. Таким чином їй вдалося повторити досягнення українського рапіриста Сергія Голубицького.
| Дата              | Місце проведення    | Турнір            | Результат |
| ----------------- | ------------------- | ----------------- | --------- |
| 22 листопада 2019 | Орлеан, Франція     | Кубок світу       | Бронза    |
| 13 грудня 2019    | Солт-Лейк-Сіті, США | Кубок світу       | Золото    |
| 10 січня 2020     | Монреаль, Канада    | Гран-прі          | Золото    |
| Залік Кубка світу | Залік Кубка світу   | кількість балів:  | 297       |
| Залік Кубка світу | Залік Кубка світу   | підсумкове місце: | 1         |

| Дата              | Місце проведення | Турнір      | Результат |
| ----------------- | ---------------- | ----------- | --------- |
| 22 листопада 2019 | Орлеан, Франція  | Кубок світу | Бронза    |

### 2021: олімпійська невдача та призупинення спортивної кар'єри
13 березня фехтувальниця повернулася до змагань після річної перерви. На етапі Кубка світу в Будапешті Харлан була посіяна під першим номером, але у першому поєдинку мінімально поступилася польській шаблістці Сільвії Матушак. По ходу поєдинку вона перемагала з рахунком 14:11, але завдати вирішального уколу їй не вдалося. Наступного дня відбулися вирішальні змагання для української шабельної збірної у боротьбі за ліцензію на Олімпійські ігри. У підсумку вони стали восьмими на цих змаганнях, а в олімпійському рейтингу посіли шосте місце, чого виявилося не достатньо для проходження кваліфікації. Харлан, як перший номер світового рейтингу, стала єдиною українською шаблісткою, яка отримала ліцензію на Олімпійські ігри.

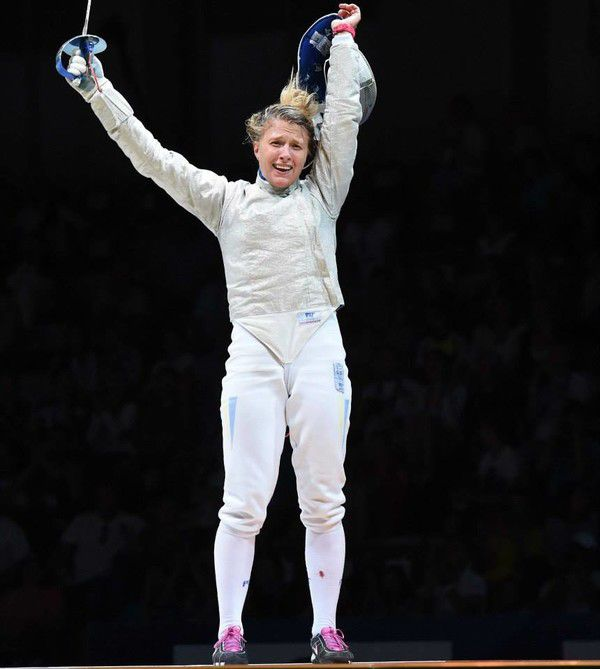
Ольга Харлан у 2021 році

26 липня відбулися особисті змагання шаблісток на Олімпійських іграх у Токіо. Шаблістка була посіяна під першим номером та вважалася одним із фаворитів на перемогу, але у першому ж поєдинку її спіткала невдача. Українка поступилася китайській фехтувальниці Ян Хен'ю (12:15) та завершила змагання. Після цієї невдачі спортсменка, коментуючи її, згадала про тиск відповідальності та сподівань суспільства, який на неї було покладено: 
|  | «Чи зможу я виграти медаль?», «А чи вона мені так потрібна», «Оля, ти повинна привезти золоту медаль», «Оля, ти найсильніша і виграєш золото в Токіо», – чула я і не один десяток раз. Раніше все пропускала повз вуха, зараз все по-іншому. |

 Також шаблістка розповіла, що великий вплив на неї мав період без змагань під час пандемії COVID-19: 
|  | Півтора року без змагальної практики – мабуть, повпливало на мене. Для того, щоб відчувати себе впевненою, мені потрібно перемагати, відчувати змагання, адреналін. Цього мені дуже сильно бракує. Те, що було сьогодні, важко назвати фехтуванням. Таке буває. Дуже шкода, що сьогодні саме такий день. |

Харлан вирішила призупинити спортивну кар'єру.

### 2022: повернення до змагань
На початку лютого дала інтерв'ю, у якому висловила бажання продовжити свою спортивну кар'єру, а також анонсувала своє повернення, яке мало відбутися 5 березня на етапі Кубка світу в Афінах, але через вторгнення Росії в Україну його не відбулося.
Першим турніром на якому виступила спортсменка був Кубок світу в Хаммаметі, який відбувся 7 травня. Особисті змагання розпочала з впевнених перемог над Ренатою Катоною (15:6) та Нісанур Ербіль (15:7), але в 1/8 фіналу поступилася Сабіні Мартіш (11:15). У командних змаганнях українська збірна виступила у складі: Харлан, Бакастова, Кравацька та Бондар. Після перемоги над збірною Гонконгу (45:39), програли збірній Японії (39:45) на стадії 1/8 фіналу. До кінця змагань українки перемогли збірні США (45:29) та Іспанії (45:41), але поступилися Греції (36:45), посівши підсумкове десяте місце.

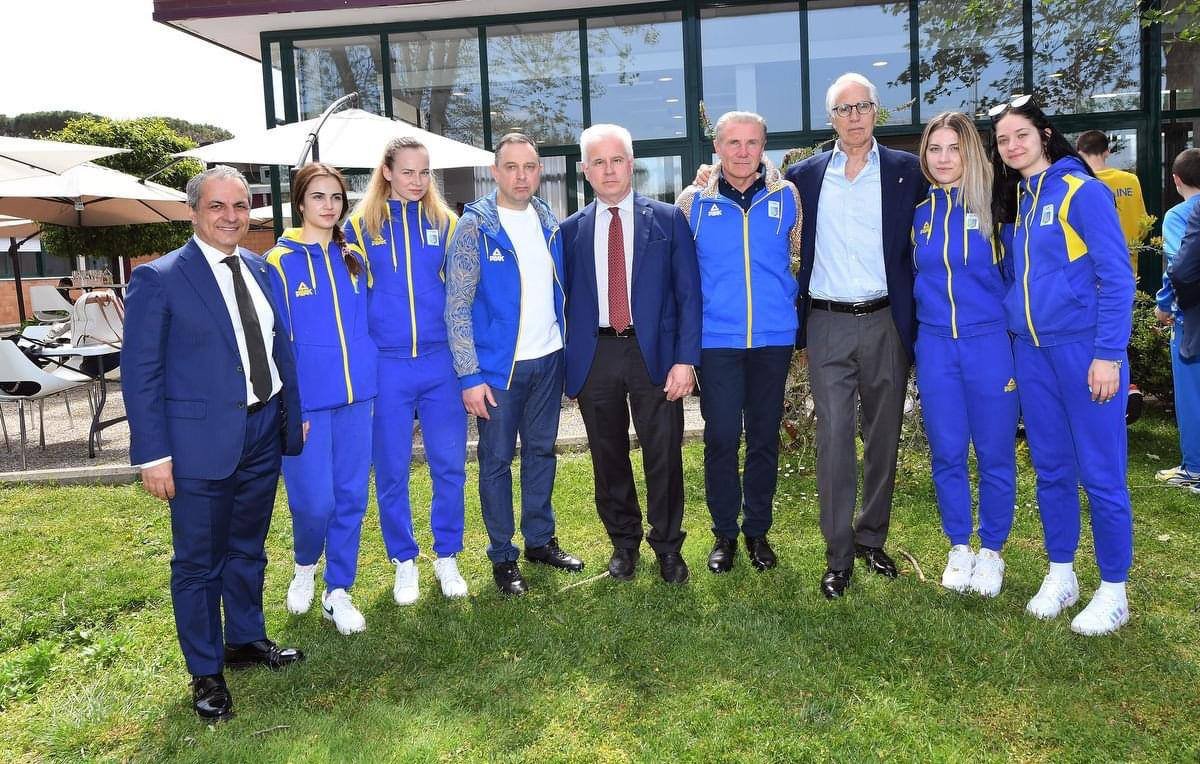
Українські спортсмени, зокрема Ольга Харлан, які під час повномасштабного вторгнення тренувалися в Італії

22 травня змагалася на Гран-прі Падуї. Після перемоги над Софією Чіаралью (15:5) та Валерією Большаковою (15:12), знову поступилася на стадії 1/8 фіналу. У поєдинку з чинною чемпіонкою світу серед юніорів Чон Ха Йон лідирувала з комфортною перевагою 9:4, але у підсумку кореянка зуміла виправити ситуацію та перемогти останнім уколом 14:15.
19 червня змагалася на чемпіонаті Європи в Анталії в особистій шаблі. Посівний раунд пройшла дуже впевнено, здобувши перемогу в усіх п'яти поєдинках групи. Цей результат дозволив спортсменці отримати перший номер рейтингу та почати змагання із стадії 1/16 фіналу. Здолавши Катінку Баттай (15:11) та Маліну Вонсаваді (15:8), вийшла у чвертьфінал. На цій стадії її суперницею стала росіянка Анна Башта (2-ий номер світового рейтингу FIE), яка виступає за Азербайджан. Сутичка складалася на користь українки (перевага 9:2 після перерви), але Башта зуміла спершу зрівняти рахунок (12:12), а згодом і вийти вперед (12:14). Все вирішувалося останнім уколом при рахунку 14:14, який зуміла завдати передставниця Азербайджану. Харлан зупинилася за крок від медалі, посівши підсумкове п'яте місце. У командних змаганнях виступила із Юлією Бакастовою, Оленою Кравацькою та Оленою Вороніною. Збірна України посідала низьке 19-те місце у рейтингу FIE, отримавши передостанній 12-ий номер посіву. У першому поєдинку впевнено здолали збірну Польщі (45:37), а у чвертьфіналі команду Греції (45:35). Півфінал проти збірної Франції проходив у рівній боротьбі. Все вирішувалося в поєдинку Харлан проти Сари Бальцер: українка зрівняла рахунок 43:43, але наступні дві фрази виграла француженка 43:45. У бронзовому фіналі здолали угорок (45:41), здобувши першу з 2018 року командну медаль на чемпіонатах Європи.
Командні медалі
| Дата           | Місце проведення   | Турнір           | Результат |
| -------------- | ------------------ | ---------------- | --------- |
| 22 червня 2022 | Анталія, Туреччина | Чемпіонат Європи | Бронза    |

### 2023: перша за три роки особиста медаль, дискваліфікація
2 жовтня змагалася на турнірі серії Сателіт в Генті, де виграла срібну медаль, поступившись у фіналі Бенедетті Фузетті (12:15).
11 листопада відбувся перший етап Кубка світу в Алжирі. В першому поєдинку перемогла Бенедетту Фузетті (15:3), але вже у другому поєдинку мінімально поступилася італійці Мартіні Крішіо (14:15), посівши підсумкове двадцять друге місце. У командних змаганнях збірна України мінімально поступилася Греції (44:45), посівши дев'ятнадцяте місце.

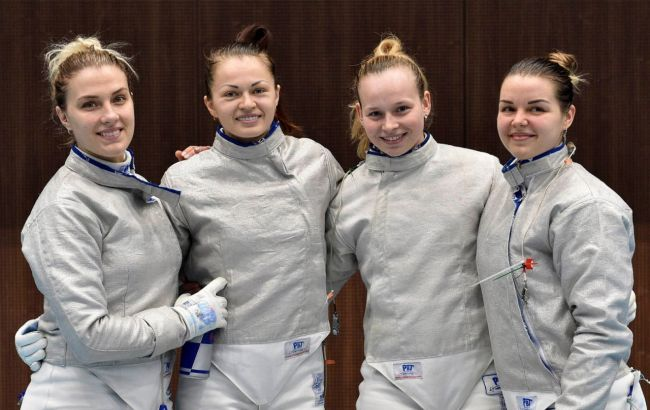
Українські фехтувальниці на Кубку світу

10 грудня, на Гран-прі в Орлеані, перемогла Сабіну Мартіс (15:13), але вже у другому поєдинку знову поступилася італійці Мартіні Крішіо (8:15), посівши підсумкове 21 місце.
15 січня виступила на етапі Гран-прі в Тунісі, де виграла бронзову медаль. На шляху до нагороди перемогла Лолу Поссік (15:6), Сильвію Матушакз (15:6), чинну чемпіонку Європи Анну Башту (15:8), Сару Бальцер (15:14), але у півфіналі мінімально поступилася Луції Мартін-Португуес (14:15). Ця медаль стала для фехтувальниці першою за три роки в особистих змаганнях.
11 лютого змагалася на етапі Кубка світу в Ташкенті. Після перемоги над чемпіонкою світу серед кадетів та юніорів Магдою Скарбонкєвіч (15:13), здолала Сесілію Бердер (15:14), але у третьому поєдинку поступилася Сарі Бальцер (13:15), посівши підсумкове десяте місце. У командних змаганнях посіла тринадцяте місце.
На етапі Кубка світу в Афінах, який відбувся 3 березня, перемогла американку Алексіс Англейд (15:8), олімпійську медалістку Сесілію Бердер (15:7), італійку Елоїзу Пассаро (15:9), угорку Лізу Пустай (15:4), вийшовши у півфінал. Там її суперницею була господарка змагань Теодора Гунтура, яку вдалося перемогти останнім уколом (15:14). У фіналі одним уколом поступилася угорській фехтувальниці Катінці Шугар Баттай (14:15), здобувши срібну медаль. У командному турнірі не брала участі в стартовій трійці, а збірна України поступилася у першому поєдинку команді Китаю (32:45), посівши дев'ятнадцяте місце.

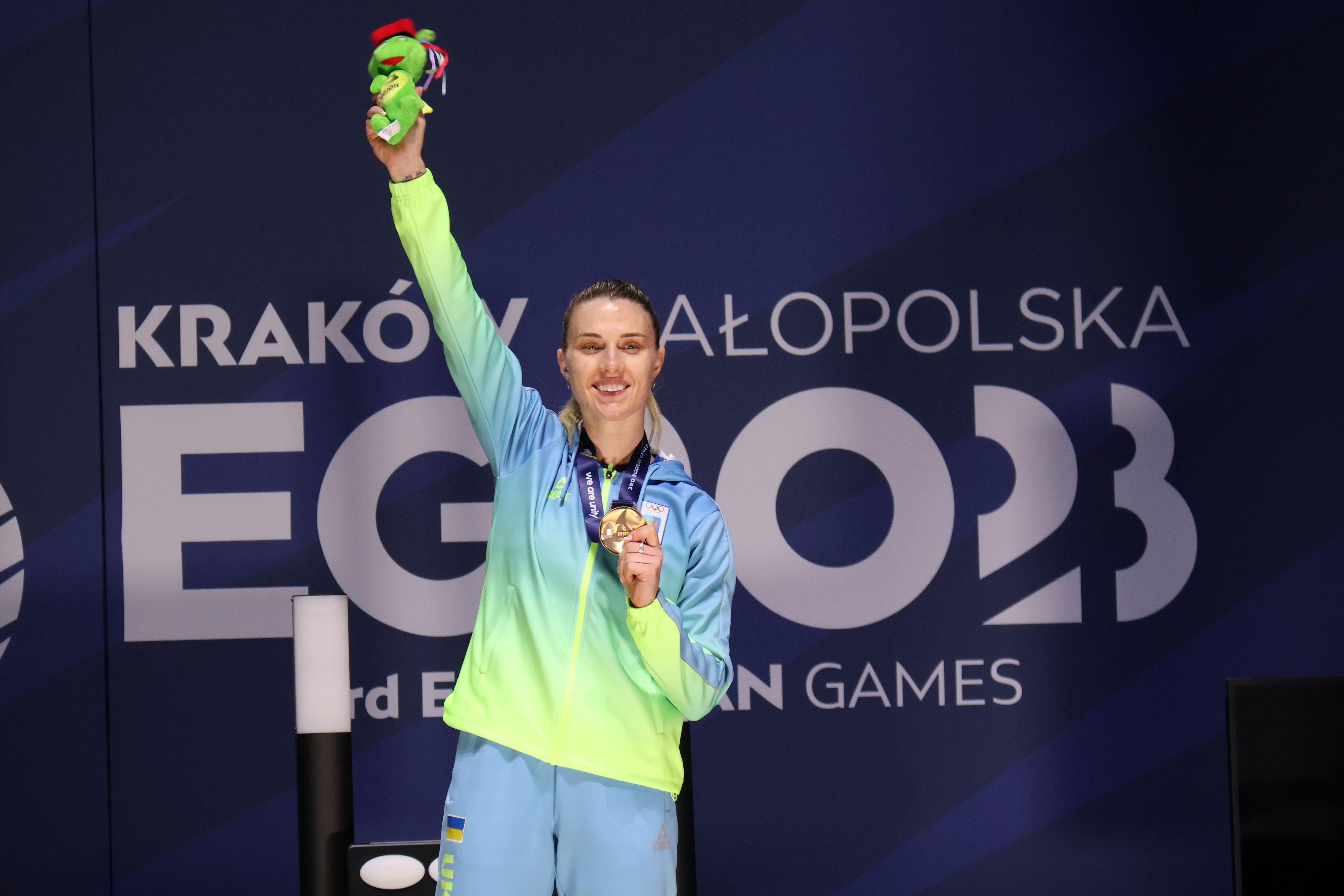
На Європейських іграх 2023 у Польщі

27 липня Ольга Харлан перемогла на старті особистого турніру на Чемпіонаті світу з фехтування перемогла фехтувальницю з Росії під нейтральним статусом Анну Смірнову з рахунком 15:7, але відмовилась потиснути їй руку після поєдинку, натомість виставивши вперед шаблю і щось сказавши. Згідно з регламентом Міжнародної федерації фехтування, без рукостискання поєдинок не вважається закінченим. Після цього Харлан залишила доріжку. Росіянка відмовилась покидати доріжку, залишаючись на ній понад 50 хвилин, і подала протест проти українки через відсутність «прояву поваги». Судді після наради відхилили протест Смірнової, але Харлан присудили технічну поразку в наступній стадії, тим самим дискваліфікувавши її з турніру. Як повідомив Президент Національної федерації фехтування України Михайло Ілляшев, сталися й інші «дивні» речі під час чемпіонату світу: жеребкування двічі зводило представників України саме з росіянами. І якщо Ігор Рейзлін у шпазі не вийшов на змагання через існуючий на той момент наказ Мінмолодіспорту, що забороняв участь атлетів проти росіян та білорусів, то Харлан, яка змагалася після зміни тексту документу, отримала у підсумку дискваліфікацію.
28 липня президент Міжнародного олімпійського комітету Томас Бах направив на адресу Міністерства у справах сім'ї, молоді та спорту України листа, в якому повідомив, що для Харлан виділять додаткову квоту для участі в турнірі з фехтування Олімпійських ігор 2024 року, якщо вона не набере потрібної кількості кваліфікаційних очок через дискваліфікації. У той же день Міжнародна федерація фехтування скасувала дискваліфікацію Харлан, таким чином вона візьме участь у командному турнірі шаблісток на чемпіонаті світу. За Харлан також заступився англійський підприємець засновник Virgin Річард Бренсон.
| Дата              | Місце проведення     | Турнір            | Результат |
| ----------------- | -------------------- | ----------------- | --------- |
| 15 січня 2023     | Туніс, Туніс         | Гран-прі          | Бронза    |
| 4 березня 2023    | Афіни, Греція        | Кубок світу       | Срібло    |
| 27 квітня 2023    | Сеул, Південна Корея | Гран-прі          | Бронза    |
| 27 червня 2023    | Краків, Польща       | Європейські ігри  | Золото    |
| Залік Кубка світу | Залік Кубка світу    | кількість балів:  | 126       |
| Залік Кубка світу | Залік Кубка світу    | підсумкове місце: | 7         |

| Дата            | Місце проведення     | Турнір      | Результат |
| --------------- | -------------------- | ----------- | --------- |
| 17 березня 2023 | Сінт-Ніклас, Бельгія | Кубок світу | Бронза    |
| 14 травня 2023  | Батумі, Грузія       | Кубок світу | Золото    |

### 2024: олімпійський сезон

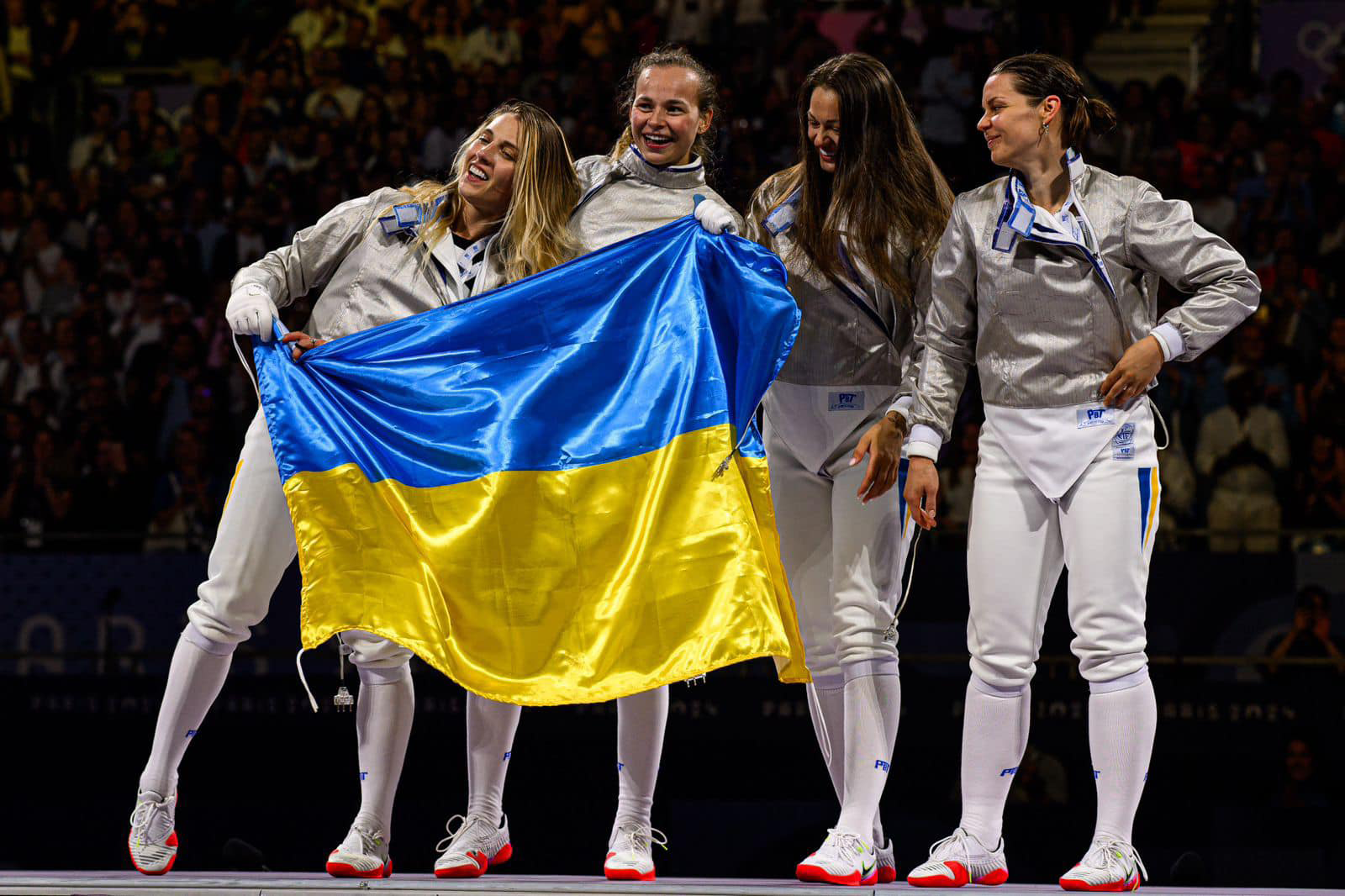
Українські фехтувальниці після здобуття золотої медалі на Олімпійських іграх 2024

10 листопада 2023 року Ольга Харлан здобула срібну медаль на першому етапі Кубка світу цього сезону в Алжирі. У фіналі українка програла француженці Сарі Бальцер — 11:15.
29 липня на Олімпіаді в Парижі Харлан здобула бронзову нагороду в особистій першості. У поєдинку за олімпійську медаль Ольга в другому раунді поступалася південнокореянці Чхве Се Бін з рахунком 5:11, але змогла переломити хід сутички і в підсумку перемогла з рахунком 15:14. Ця медаль стала першою для України на цих іграх. А 3 серпня Ольга Харлан, Олена Кравацька, Аліна Комащук і Юлія Бакастова здобули для української збірної першу золоту медаль паризької Олімпіади. Перед останньою сутичкою українки поступалися збірній Південній Кореї з рахунком 37:40. Ольга вийшла на вирішальний поєдинок і зуміла вирвати перемогу — 45:42 на користь української збірної. Ця медаль стала шостою олімпійською нагородою в кар'єрі Харлан.
| Дата              | Місце проведення  | Турнір            | Результат |
| ----------------- | ----------------- | ----------------- | --------- |
| 10 листопада 2023 | Алжир, Алжир      | Кубок світу       | Срібло    |
| 9 грудня 2023     | Орлеан, Франція   | Гран-прі          | Срібло    |
| 10 лютого 2024    | Ліма, Перу        | Кубок світу       | Золото    |
| 1 березня 2024    | Афіни, Греція     | Кубок світу       | Бронза    |
| 17 травня 2024    | Пловдив, Болгарія | Кубок світу       | Срібло    |
| Залік Кубка світу | Залік Кубка світу | кількість балів:  |           |
| Залік Кубка світу | Залік Кубка світу | підсумкове місце: |           |
| 29 липня 2024     | Париж, Франція    | Олімпійські ігри  | Бронза    |

| Дата            | Місце проведення     | Турнір           | Результат |
| --------------- | -------------------- | ---------------- | --------- |
| 2 березня 2024  | Афіни, Греція        | Кубок світу      | Срібло    |
| 16 березня 2024 | Сінт-Ніклас, Бельгія | Кубок світу      | Бронза    |
| 18 травня 2024  | Пловдив, Болгарія    | Кубок світу      | Золото    |
| 3 серпня 2024   | Париж, Франція       | Олімпійські ігри | Золото    |

## Медальна статистика
| Змагання                | Дисципліна          | Медалі | Медалі | Медалі | Загалом |
| 1                       | 2                   | 3      |        |        |         |
| ----------------------- | ------------------- | ------ | ------ | ------ | ------- |
| Олімпійські ігри        | індивідуальна шабля | 0      | 0      | 3      | 3       |
| Олімпійські ігри        | командна шабля      | 2      | 1      | 0      | 3       |
| Загалом:                | Загалом:            | 2      | 1      | 3      | 6       |
| Чемпіонат світу         | індивідуальна шабля | 4      | 2      | 1      | 7       |
| Чемпіонат світу         | командна шабля      | 2      | 5      | 1      | 8       |
| Загалом:                | Загалом:            | 6      | 7      | 2      | 15      |
| Чемпіонат Європи        | індивідуальна шабля | 6      | 1      | 1      | 8       |
| Чемпіонат Європи        | командна шабля      | 2      | 6      | 5      | 13      |
| Загалом:                | Загалом:            | 8      | 7      | 6      | 21      |
| Європейські ігри        | індивідуальна шабля | 1      | 0      | 0      | 1       |
| Європейські ігри        | командна шабля      | 1      | 0      | 0      | 1       |
| Загалом:                | Загалом:            | 2      | 0      | 0      | 2       |
| Універсіада             | індивідуальна шабля | 2      | 0      | 0      | 2       |
| Універсіада             | командна шабля      | 0      | 1      | 0      | 1       |
| Загалом:                | Загалом:            | 2      | 1      | 0      | 3       |
| Гран-прі та Кубок світу | індивідуальна шабля | 29     | 8      | 18     | 55      |
| Гран-прі та Кубок світу | командна шабля      | 9      | 8      | 10     | 27      |
| Загалом:                | Загалом:            | 38     | 16     | 28     | 82      |

## Спортивні рекорди та досягнення
- Є найтитулованішою спортсменкою України[129] за кількістю здобутих медалей на Олімпійських іграх (6 медалей): 2 золотих, 1 срібна, 3 бронзових.
- Найбільше перемог в особистих змаганнях на чемпіонатах світу серед шаблісток (4 перемоги): 2013, 2014, 2017, 2019.
- Друге місце за кількістю перемог в особистих змаганнях на чемпіонатах світу в усіх видах зброї серед жінок (4 перемоги): лідирує рапіристка Валентина Веццалі, у якої 6 особистих перемог.
- Найбільше медалей в особистих змаганнях на чемпіонатах світу серед шаблісток (7 медалей): 4 золотих, 2 срібних, 1 бронзова.
- Ділить друге місце за кількістю медалей в особистих змаганнях на чемпіонатах світу в усіх видах зброї серед жінок (7 медалей): лідирує рапіристка Валентина Веццалі, у якої 12 особистих нагород.
- Найбільше перемог в особистих змаганнях на чемпіонатах Європи серед шаблісток (6 перемог): 2009, 2011, 2012, 2013, 2014, 2019
- Найбільше медалей в особистих змаганнях на чемпіонатах Європи серед шаблісток (8 медалей): 6 золотих, 1 срібна, 1 бронзова.
- Найбільше перемог у загальному заліку Кубка світу серед шаблісток (5 перемог): 2013, 2014, 2018, 2019, 2020 (ділить перше місце з американкою Маріель Загуніс)
- Найтитулованіша українська фехтувальниця в історії незалежної України за кількістю перемог та медалей на Олімпійських іграх, чемпіонатах світу та Європи.
- Включена до міжнародної Зали слави FIE (2016 рік)[130]

Герої спортивного року — 11 призів (рекорд за кількістю перемог)
- «Найкраща спортсменка року» (4): 2009, 2014, 2016, 2017
- «Найкраща команда року» (5): 2007, 2008, 2009, 2013, 2016
- «Герой українського спорту» (1): 2013
- «Народний вибір» (1): 2019

Найкращий спортсмен місяця в Україні — 12 разів (рекорд за кількістю перемог)
- серпень 2008
- липень 2009
- жовтень 2009
- листопад 2010
- липень 2011
- серпень 2013[131][132][133]

- червень 2014
- липень 2014[134]
- січень 2016[135]
- липень 2017[136]
- липень 2019[137]
- грудень 2019[138]

## Політична діяльність
На місцевих виборах 2010 року була обрана депутатом від Партії регіонів у міську раду Миколаєва. У списках партії вона була третім номером. Ольга пропускала більшість засідань міської ради через фехтувальні змагання та думала про те, щоб скласти депутатський мандат, але неоголошені обставини не дали їй цього зробити. У жовтні 2012 року відбулися Парламентські вибори. Ольга Харлан була у списку Партії регіонів під 194 номером та не пройшла у Верховну Раду. У березні 2014 року, коли відбулося загострення політичної ситуації в Україні, а Партії регіонів припиняла своє існування, Харлан вийшла із фракції цієї партії Миколаївської міської ради. У травні 2014 року відбулися місцеві вибори в Києві. Ольга балотувалася в Київську міську раду під другим номером списку Партії зелених. Ця партія не набрала необхідних 3 % та не пройшла в Київську міську раду. Цікавим є те, що Ольга була другим номером списку цієї партії і на Парламентських виборах у 2012 році, тобто балотувалася у Верховну Раду за списками двох партій одночасно.

У 2021 році свою політичну діяльність та подальші політичні амбіції Ольга сказала наступне: 
|  | У мене був досвід. Це було давно, і можна сказати, що це був гіркий досвід. Я дала собі установку, що ніколи в це лізти не буду. Є люди, яким це більш цікаво, і вони в цьому більше розуміють. |

## Соціальна позиція
12 серпня 2024 року Ольга Харлан виставила на благодійний аукціон шаблю, якою завдала переможного уколу у фіналі командного турніру Олімпійських ігор 2024. Аукціон з продажу шаблі оголосив благодійний фонд Сергія Притули. Усі зібрані на аукціоні кошти призначені для закупівлі автоматизованих турелей «ШаБля». Поборотися за приз від олімпійської чемпіонки можна було 15 серпня. Шабля була продано за 10 млн грн.

## Телевізійні проєкти та інші масмедіа

### Фотосесії для чоловічих журналів
Після перемоги на Олімпійських іграх у Пекіні Ольга Харлан разом з подругами по команді дали численні інтерв'ю різноманітним ЗМІ, взяли участь у фотосесії до чоловічого журналу «XXL».
2018 року була на обкладинці травневого випуску журналу «XXL», який був присвячений новому поколінню.

### Вишка
У 2013 році на телеканалі 1+1 виходила програма «Вишка», де відомі українці змагалися у стрибках у воду. За свій стрибок у першому ефірі Ольга Харлан першою на проєкті отримала 10 балів. У другому ефірі Ольга виконала особистий стрибок, а також синхронний стрибок із ще одним учасником, актором Віталієм Борисюком, за підсумками яких вона вийшла у півфінал. У півфіналі Ольга Харлан виконала стрибок на висоті 7,5 метра, за підсумками ефіру розділивши перше місце з Денисом Силантьєвим та Анною Ходоровською, та вийшла у фінал. У фінальному ефірі Ольга виконала синхронний стрибок із професійним спортсменом Олександром Бондарем, за який отримала максимальну оцінку від суддів та телеглядачів, ставши переможницею програми.

### Танці з зірками
Після невдалих Олімпійських ігор у Токіо, Ольга Харлан оголосила, що призупиняє свою спортивну кар'єру. Для того, щоб морально перезавантажитися, вона прийняла пропозицію взяти участь у новому сезоні відомої телепрограми телеканалу 1+1 «Танці з зірками». Її партнером став Дмитро Дікусар. 5 вересня відбувся дебют Харлан на паркеті.
- У першому ефірі ніхто не покидав шоу. Танцюристи виконали пасодобль під пісню MARUV «Siren Song», за який отримали 15 балів та посіли одинадцяте місце[150].
- У першому змагальному ефірі Харлан та Дікусар танцювали квікстеп, за який отримали 17 балів із 30 можливих[151].
- Танго, яке виконали танцюристи у третьому ефірі журі оцінило у 29 балів, чого виявилося достатньо, щоб продовжити участь у проєкті[152].
- У четвертому ефірі Ольга та Дмитро танцювали самбу, за яку отримали 32 бали[153].
- П'ятий ефір був присвячений фільмам. Пара Ольги танцювала віденський вальс у тематиці фільму Титанік, за який отримали 33 бали, та пройшли далі[154].
- У шостому ефірі пара Харлан/Дікусар була близька до вильоту. У вирішальному голосуванні думки журі розділилися. Максим Чмерковський та Владислав Яма підтримали пару Ольги, а Юлія Саніна та Катерина Кухар пару співачки Олександри Заріцької. У підсумку було ухвалено рішення залишити обидві пари[155].
- У сьомому випуску Харлан та Дікусар танцювали фокстрот під пісню гуру СКАЙ «Тебе це може вбити». За нього вони отримали 33 бали та продовжили змагання[156].
- У восьмому ефірі пара Харлан/Дікусар танцювали разом з гімнасткою Ганною Різатдіновою, фіналісткою «Танців з зірками» у 2019 році. Танцюристи виконали румбу, отримали 25 балів та пройшли далі[157].
- Перед дев'ятим ефіром стало відомо, що Дмитро Дікусар захворів на коронавірус, тому до ефіру Ольга готувалася з Дмитром Жуком. Невдовзі стало відомо, що сама Ольга також захворіла, хоча була вакцинована. Кантемп під пісню гурту «Океан Ельзи» «Не питай», який мала виконати пара, було показано у записі. На цей ефір пара отримала імунітет, але судді все одно виставили їй оцінку — 26 балів[158].
- Десятий ефір для команди пройшов поза рамками шоу, бо пара відбувала самоізоляцію. Танець ча-ча-ча показали у записі, і за нього танцюристи отримали 26 балів. У другому танці Ольга виступила зі своєю сестрою Тетяною, отримавши 29 балів. Після цього ефіру Ольга Харлан продовжила змагання вже на паркеті.
- В одинадцятому ефірі Харлан та Дікусар танцювали аргентинське танго із суддею Максимом Чмерковським під пісню Монатіка «Сильно». За цей танець вони отримали 28 балів. Другий танець ефіру обирали глядачі. Для пари Харлан/Дікусар цим танцем став джайв під пісню «Love It Ритм», за яку вони отримали 38 балів[159]. За підсумками ефіру їм вдалося пройти у півфінал[160].

- Першим танцем у півфіналі був віденський вальс, який пара виконала разом із переможцем сьомого сезону Сантою Дімопулос та отримала 27 балів. Другий танець для пари обирали суперники. За румбу, яку обрав Артур Логай, Харлан та Дікусар також отримали 27 балів. Третім танцем було танго, яке усі пари танцювали одночасно. За підсумками ефіру усі три пари вийшли у фінал[161].

28 листопада відбувся фінал сезону. Перший танець для пари обирало журі. Суддя Максим Чмерковський обрав танго, за яке танцюристи отримали максимальну оцінку (40 балів). Другим виступом був найулюбленіший танець пари на думку глядачів — це була самба, за яку Харлан та Дікусар також отримали максимальну оцінку. Третій танець мав бути виконаний під пісню конкурентів у проєкті. Виконавши пасадобль під пісню Олександри Заріцької «Вирулю», пара отримала 37 балів. Ольга Харлан та Дмитро Дікусар посіли третє місце за оцінками журі, але після голосування телеглядачів їм вдалося посісти остаточне друге місце.

### Україна має талант
2021 року на телеканалі СТБ транслювався 10 сезон талант-шоу «Україна має талант». Ольга Харлан стала запрошеною суддею шостого випуску, який вийшов в ефір 27 листопада. Свою участь у цій програмі вона прокоментувала так: 
|  | Для мене дуже знаково і почесно, що моє перше серйозне суддівство відбудеться на легендарному масштабному шоу «Україна має талант». Складно було навіть уявити, якими вміннями нас дивуватимуть учасники, адже ми ― неймовірно талановита нація! І так важливо, що в кожного українця є крута можливість проявити себе на сцені «Україна має талант». |

### Vogue Ukraine Edition фотосесія
У жовтні 2023 року Ольга Харлан — героїня обкладинки осіннього числа Vogue Ukraine Edition.

### Модель Playboy
У вересні 2024 року Ольга Харлан з'явилася на обкладинці Playboy.

## Особисте життя
У серпні 2014 року Ольга Харлан одружилася з українським шаблістом, призером чемпіонатів світу та Європи Дмитром Бойком. Пара розлучилася 2018 року. Наступного року стало відомо, що Ольга почала зустрічатися з італійським шаблістом Луїджі Самеле, триразовим чемпіоном Європи, срібним призером чемпіонатів світу-2010 і 2018, бронзовим призером чемпіонату світу-2019 та Олімпійських ігор-2012, а також дворазовим срібним (в індивідуальній та командній першостях) призером Олімпійських ігор 2020 року.
У вересні 2024 року Самеле освідчився та отримав схвальну відповідь.

## Державні нагороди

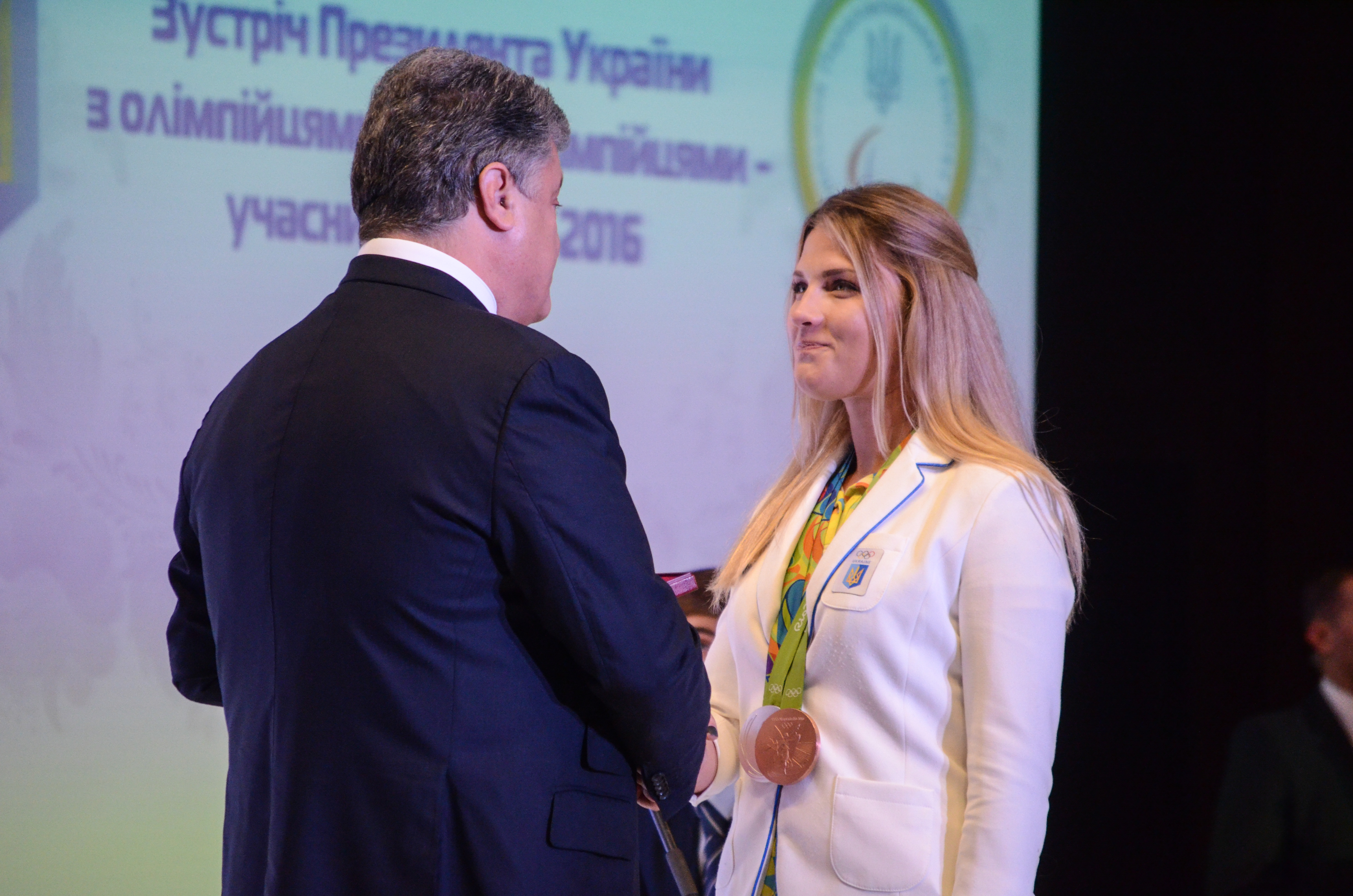
Ольга Харлан отримує Орден княгині Ольги II ст., жовтень 2016

- "Найвидатніша атлетка України всіх часів" (2025) НОК України та олімпійська команда[173][174]
- Відзнака Президента України «Національна легенда України» (2024) — за визначні особисті заслуги у становленні незалежної України і зміцненні її державності, захисті Вітчизни та служінні Українському народові, вагомий внесок у розвиток національного мистецтва, спорту, охорони здоров'я, плідну благодійну та громадську діяльність[175]
- Орден Свободи (23 серпня 2024) — за видатні заслуги в утвердженні незалежності України і консолідації суспільства, вагомий внесок у зміцнення авторитету Української держави у світі та визначні досягнення у спорті[176]
- Орден князя Ярослава Мудрого IV ступеня (7 вересня 2023) — за досягнення високих спортивних результатів на ІІІ Європейських іграх у м. Кракові (Республіка Польща), виявлені самовідданість та волю до перемоги, піднесення міжнародного авторитету України[177]
- Орден князя Ярослава Мудрого V ступеня (23 серпня 2021) — за значний особистий внесок у державне будівництво, зміцнення обороноздатності, соціально-економічний, науково-технічний, культурно-освітній розвиток Української держави, вагомі трудові досягнення, багаторічну сумлінну працю та з нагоди 30-ї річниці незалежності України[178]
- Орден «За заслуги» I ст. (25 липня 2013) — за досягнення високих спортивних результатів на XXVII Всесвітній літній Універсіаді в Казані, виявлені самовідданість та волю до перемоги, піднесення міжнародного авторитету України[179]
- Орден «За заслуги» II ст. (15 серпня 2012) — за досягнення високих спортивних результатів на XXX літніх Олімпійських іграх у Лондоні, виявлені самовідданість та волю до перемоги, піднесення міжнародного авторитету України[180]
- Орден «За заслуги» III ст. (4 вересня 2008) — за досягнення високих спортивних результатів на XXIX літніх Олімпійських іграх в Пекіні (Китайська Народна Республіка), виявлені мужність, самовідданість та волю до перемоги, піднесення міжнародного авторитету України[181]
- Орден княгині Ольги I ст. (7 березня 2018) — за значний особистий внесок у соціально-економічний, науково-технічний, культурно-освітній розвиток Української держави, зразкове виконання службового обов'язку та багаторічну сумлінну працю[182]
- Орден княгині Ольги II ст. (4 жовтня 2016) — за досягнення високих спортивних результатів на Іграх XXXI Олімпіади 2016 року в місті Ріо-де-Жанейро (Федеративна Республіка Бразилія), виявлені мужність, самовідданість та волю до перемоги, утвердження міжнародного авторитету України[183]
- Орден княгині Ольги III ст. (4 березня 2016) — за значний особистий внесок у соціально-економічний, науково-технічний, культурно-освітній розвиток Української держави, зразкове виконання службового обов'язку та багаторічну сумлінну працю[184]
- Лауреат Премії Кабінету Міністрів України за особливі досягнення молоді у розбудові України (2009)[185].

## Недержавні відзнаки
29 березня 2016 року ім'я Ольги Харлан було вписане в міжнародний Зал слави FIE,
2020 року американська компанія Mattel випустила для Ольги Харлан персональну копію ляльки Барбі, яка виглядає, як сама спортсменка у фехтувальній екіпіровці. Лялька-фехтувальниця увійшла в серію Role Models, яка випускається з 2018 року. Харлан стала десятою спортсменкою і першою українкою, яка отримала персональну ляльку Барбі. 30 серпня 2023 року одну таку ляльку продали за 10 400 доларів на аукціоні на платформі eBay. Гроші підуть на клініку BODRO у місті Нововолинськ Волинської області, яка займається реабілітацією військовослужбовців.